# État pharaonique

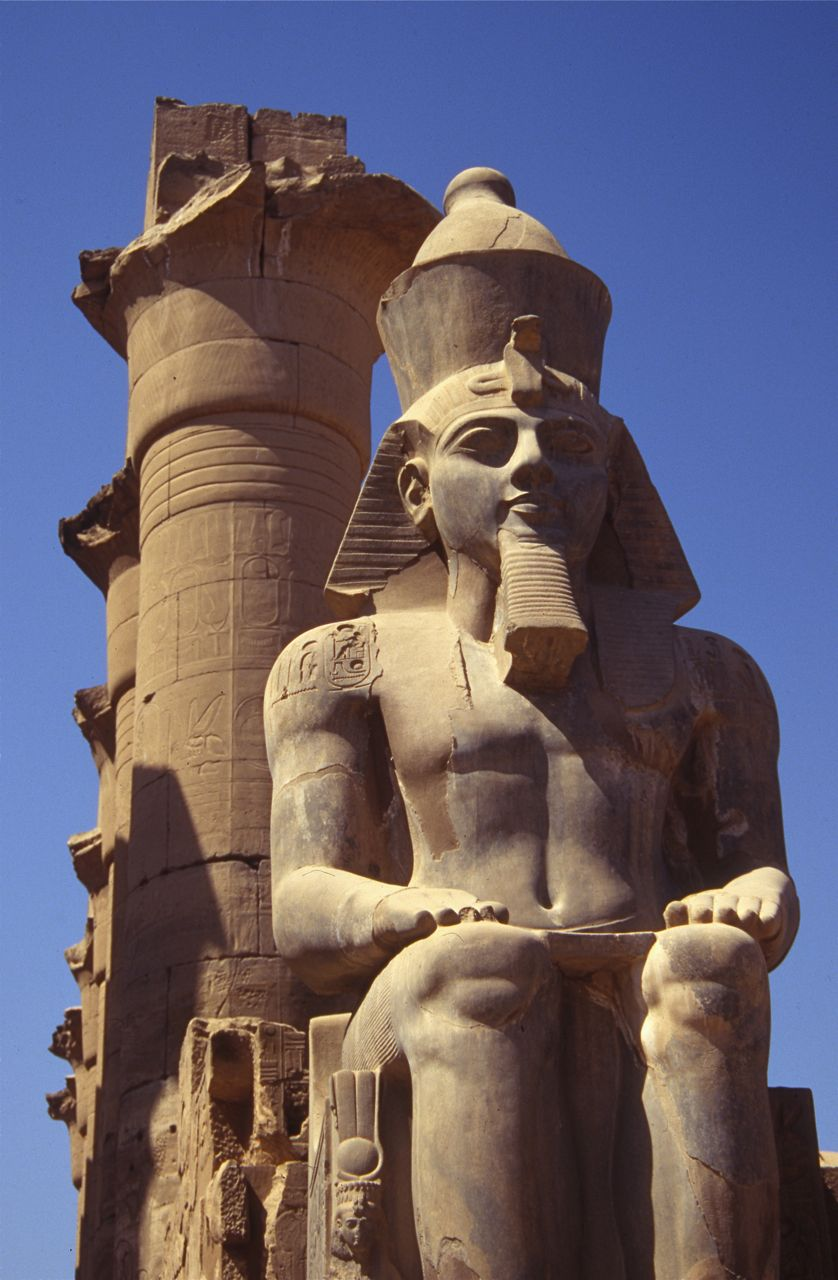
Statue colossale de Ramsès II dans le temple de Karnak.

L'État pharaonique est l'ensemble des institutions en place en Égypte antique sous le pouvoir royal des pharaons, entre la fin de la Période prédynastique (vers -3150) et la conquête du pays par Alexandre le Grand en -332. Durant ces trois millénaires, le pays a connu une organisation et des administrations cohérentes. Tirant sa légitimité des dieux, le pharaon est l'État à lui seul et en assure les fonctions essentielles. Il est l'administrateur principal du pays, le chef des armées, le seul législateur, le premier magistrat et le prêtre suprême. Il lui revient de choisir seul la politique à mener. Cependant, il délègue l'exécution de ses décisions à une cohorte de scribes, de conseillers et de fonctionnaires. Pour cela, il s'appuie sur une administration chapeautée par un ou plusieurs vizirs et divisée en diverses sections dont le Trésor, le Grenier, les Archives et les Travaux royaux. Au niveau local, le pays est découpé en provinces appelées nomes. Chacune d'elles est dirigée par un fonctionnaire désigné par le roi, le nomarque. À l'intérieur de ces nomes, des districts, des villes et villages sont eux aussi administrés par des représentants royaux. Aux époques glorieuses (Ancien, Moyen et Nouvel Empire), le pouvoir pharaonique contrôle les zones limitrophes que sont les oasis du désert Libyque, la Nubie et la Syrie-Palestine. Irrigué par le Nil, la prospérité économique du pays repose sur son agriculture. L'État tire profit de cette richesse en taxant les revenus agricoles et profite de ces contributions pour payer ses fonctionnaires. Dans cette organisation étatique très hiérarchisée, les prêtres ont toute leur place en s'occupant, outre du culte aux dieux et aux défunts, de la gestion des domaines, de la transmission des savoirs et de la santé des individus. Il en va de même des militaires qui, avec leurs exploits à l'étranger, ont grandement participé à la grandeur du pays en lui procurant des tributs et une main-d'œuvre servile.

## Généralités

### L'État égyptien ou pharaonique

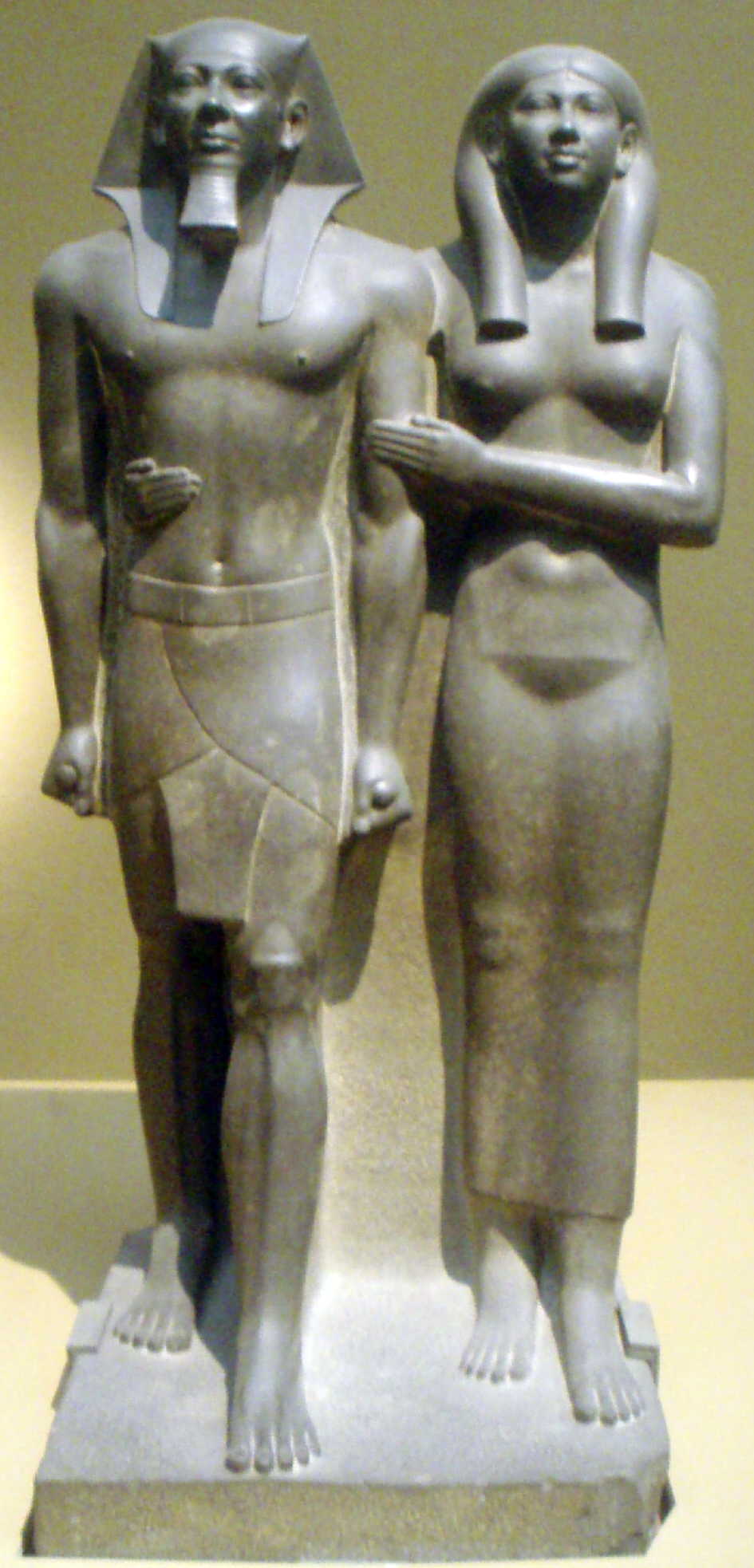
Statue du pharaon Mykérinos et de son épouse Khâmerernebty - - Musée des Beaux-Arts (Boston).

Les Anciens Égyptiens n'ont pas dans leur vocabulaire un terme traduisible par « État ». Malgré cette lacune, l'Égypte des pharaons (entre -3150 et -332) satisfait parfaitement à la définition moderne de ce qu'est un « État ». D'un point de vue sociologique, les Égyptiens vivent sur un territoire bien déterminé. Il s'agit de la vallée du Nil, depuis la 1re cataracte jusqu'au delta du Nil inclus, bordée à l'ouest par le désert Libyque et à l'est par le désert Arabique. Les habitants de cette contrée sont soumis à un gouvernement bien discernable ; celui des pharaons (une trentaine de dynasties successives). Faute de documents écrits, il est difficile d'avancer une estimation de la population totale ; autour de quatre millions de personnes à la période ramesside. D'une remarquable stabilité, malgré les vicissitudes de l'histoire, ce système monarchique a perduré sur près de 3 000 ans.
D'un point de vue organisationnel, l'État pharaonique est un mode de gestion de la société égyptienne, en particulier de ses ressources agricoles dans le cadre d'une économie de redistribution (près de 20 000 km2 de terres cultivables). Durant cette longue période historique, les Égyptiens acceptent le mode de gouvernement imposé par leurs rois. Il s'agit d'un système administratif complexe et hiérarchisé qui vise au bien-être collectif. Une multitude de scribes-fonctionnaires agissent par délégation de pouvoir au nom du pharaon dans tous les domaines de la société (économie, religion, armée). Sur le plan juridique, les pharaons détiennent leurs pouvoirs régaliens des dieux dont ils sont les successeurs. L'action royale est déterminée par deux maximes maintes fois énoncées dans les discours royaux. La première consiste à « amener la Maât », c'est-à-dire les aspects agréables de la vie comme la justice, la vérité ou la paix. La seconde revient à « chasser le chaos-isefet », c'est-à-dire les aspects négatifs de l'existence comme le tumulte, la maladie et toute forme de perturbation comme les invasions étrangères ou les guerres civiles,.

### Apports de l'égyptologie

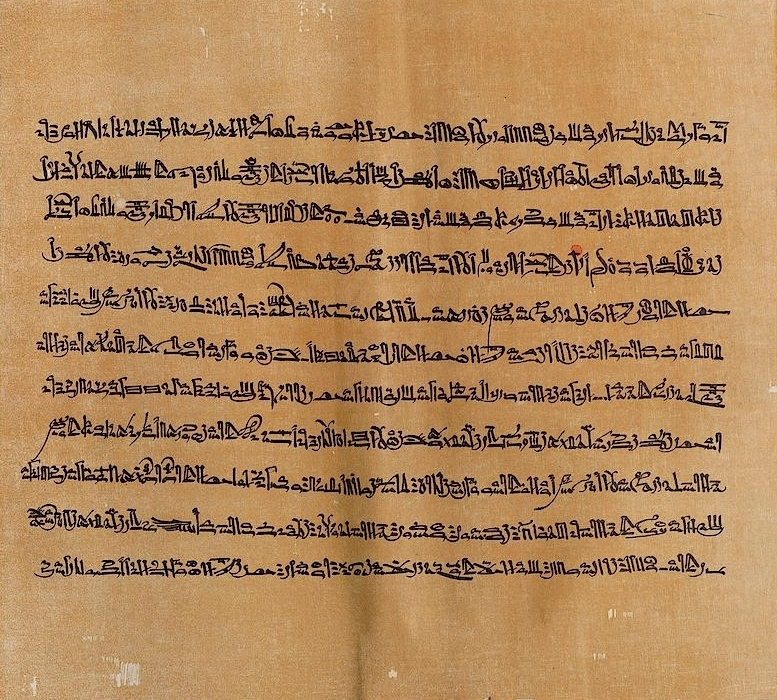
Planche du papyrus Harris - (fac-similé).

La compréhension de l'Égypte antique et de son organisation étatique par les égyptologues s'appuie sur l'étude attentive et raisonnée d'un corpus de milliers de textes écrits sur tous supports (pierre, argile, bois, papyrus), que l’on a découverts dans toutes les parties du pays, en différentes écritures (hiéroglyphique, linéaire, hiératique et démotique). Les sources écrites, selon les supports utilisés et la localisation des centres administratifs, ont traversé le temps jusqu'à nous de manières très inégales. Certaines périodes sont obscures, d'autres mieux renseignées. Avant la IIIe dynastie, les documents sont très rares. Les rouleaux de papyrus du delta du Nil, zone humide, sont infiniment bien moins conservés que ceux de Haute-Égypte. La reproduction sur pierre (stèles, murs des temples) sont autant de témoins de papyrus originaux perdus. Certains domaines ne peuvent être appréhendés qu'à partir de fastidieuses et minutieuses enquêtes prosopographiques. Les documents s'ils sont nombreux, sont tantôt lacunaires, tantôt imprécis ; leur interprétation est par conséquent d'une extrême difficulté. Aussi, comprendre et restituer l'État pharaonique n'est pas une chose aisée. De plus, la pensée administrative des Anciens Égyptiens est très différente de la nôtre et toute tentative de comparaison, même limitée, avec les structures des États contemporains est vouée à l'échec.
Les questions institutionnelles sont d'un intérêt ancien en science égyptologique. À la fin du XIXe siècle, Eugène Revillout porte notamment ses recherches sur les documents contractuels égyptiens. Entre 1932 et 1935, Jacques Pirenne publie les trois tomes de son Histoire des institutions et du droit privé dans l'ancienne Égypte. Ce travail ne concerne toutefois que le seul Ancien Empire. Après la publication d'une série de dossiers papyrologique du Nouvel Empire dont les Ramesside administrative documents en 1948 par Sir Alan H. Gardiner, la perception de l'État pharaonique et de son fonctionnement est notablement transformée. D'autres comme Wolja Erichsen (1890-1966) ou Thomas Eric Peet ont diversement contribué à cet effort de compréhension. Les fouilles du village de Deir el-Médineh ont mis au jour la vie quotidienne des petits fonctionnaires et des ouvriers de pharaon. Cet aspect a été révélé par Jaroslav Černý par l'étude des nombreux ostraca sortis de terre. Pour le Moyen Empire, d'autres dossiers papyrologiques ont été édités par W. C. Hayes, T.G.H James et W.K. Simpson. L'Ancien Empire n'est pas en reste avec la publication des Archives d'Abousir par Jean-Louis de Cenival et Paule Posener-Krieger. Dans les dernières décennies, l'étude des aspects étatiques, juridiques et sociaux de la civilisation égyptienne s'est poursuivi, notamment avec les travaux de Bernadette Menu, Michel Baud, Pierre Grandet, Juan Carlos Moreno Garcia, Frédéric Payraudeau, etc.

## Monarchie pharaonique

### Pharaon

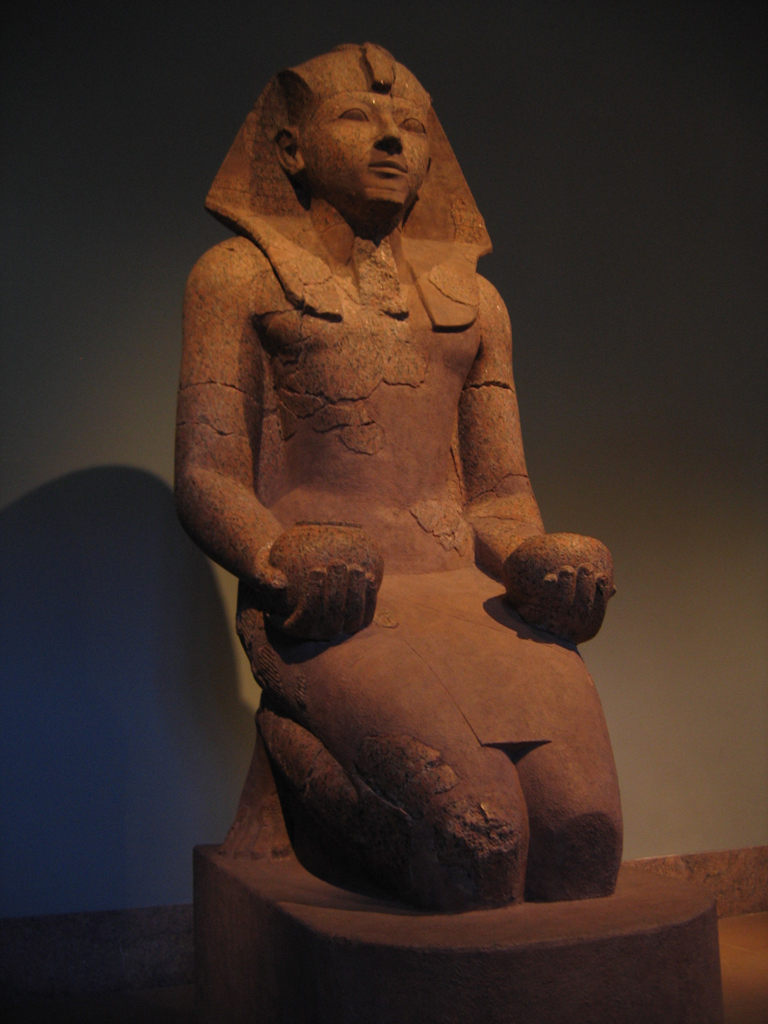
La pharaonne Hatchepsout faisant une offrande - XVIIIe dynastie - Metropolitan Museum of Art.

Le pharaon, roi d'Égypte, est indissociable de l'État égyptien. Lui seul, face aux dieux assure les fonctions essentielles. Dans une idéologie où le rationnel et l'irrationnel s'entremêlent, la plus simple de ses actions trouve une expression religieuse en devenant un rituel magique où le monde des hommes est associé à la bonne marche du cosmos. Responsable de l'humanité devant les dieux, le pharaon est à la fois prêtre, architecte, ingénieur des eaux, paysan, législateur et guerrier. Les murs des temples sont ainsi couverts de scènes d'offrandes, de fondations de nouveaux sanctuaires, d'ouvertures de canaux, d'élevages d'animaux domestiques, de sacrifices d'animaux sauvages, d'explorations et de conquêtes territoriales. Lorsque ces fonctions royales ne sont pas correctement remplies, les répercussions sont néfastes pour l'humanité tout entière (guerres civiles, famines, sécheresse). Toute décision royale s'insère dans un grand schéma idéologique où l'entretien de la Maât (Vérité-Justice) va de pair avec l'élimination de l’isefet (désordre). Au cours des différentes ères historiques, l'image du pharaon s'est trouvée modifiée selon les aventures heureuses (Ancien, Moyen et Nouvel Empire) ou malheureuses (les trois périodes intermédiaires) que traversait le pays. Cependant, jamais le principe monarchique n'a été remis en question. Pas même durant les époques où plusieurs dynasties parallèles se sont affrontées. Mieux encore, des souverains étrangers (Nubiens, Libyens, Perses, Lagides et Romains) se sont reconnus dans les traditions politiques égyptiennes.
| M23 | X1 · N35 |

| M23 | X1 · N35 |

| L2 | X1 · Z4 | A45 |

| L2 | X1 · Z4 | A45 |

| M23 · X1 | L2 · X1 |

| M23 · X1 | L2 · X1 |

| U36 | X1 |

| U36 | X1 |

| M23 | X1 · N35 |

| M23 | X1 · N35 |

| L2 | X1 · Z4 | A45 |

| L2 | X1 · Z4 | A45 |

| M23 · X1 | L2 · X1 |

| M23 · X1 | L2 · X1 |

| U36 | X1 |

| U36 | X1 |

### Palais royal

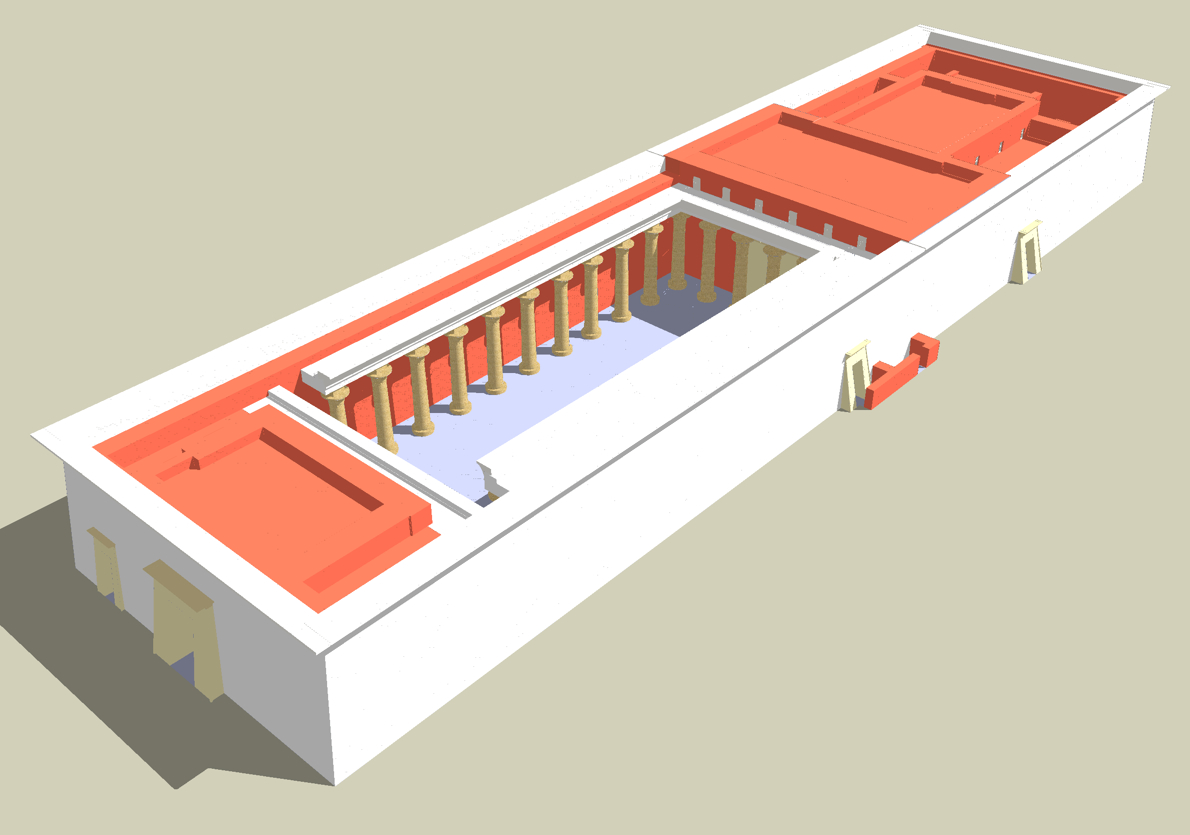
Essai de restitution du palais de Mérenptah à Memphis -

Le palais royal (en égyptien : per nesou c'est-à-dire la « maison du roi ») occupe la place centrale dans l'organisation politique du pays. Du point de vue architectural, il s'agit d'un complexe dans lequel se trouve la résidence (khenou) du pharaon. Elle est protégée par un mur d'enceinte percé de portails surveillés chacun d'eux par un poste de garde. L'entrée principale (aryt) est généralement située à l'est, du côté du soleil levant. Outre la résidence, d'autres bâtiments (khetmou) se trouvent dans le complexe palatial. Certains sont connus par leurs noms comme la « Salle de réception » (khâ en per nesou), la « Maison de l'Or » (per nebou) ou le « Bureau du Vizir » (khâ en tjaty). Les quartiers privés du souverain (per aâ, littéralement la « grande maison ») s'organisent en un palais à part entière mais situé à l'intérieur du per nesou. L'expression per aâ « palais » est à l'origine du mot français « pharaon » qui est parvenu jusqu'à nous par l'intermédiaire de la Bible. Les Égyptiens ont cependant préféré user du terme nesou « roi ». Du point de vue institutionnel, le per nesou désigne le centre à partir duquel le pharaon exerce sa charge de souverain du pays d'Égypte assisté par son appareil bureaucratique. Le per nesou est cependant aussi une entité économique ; un domaine chargé de subvenir aux besoins de la cour royale. Il ne fait aucun doute, qu'en théorie, le palais royal est dirigé par le pharaon en personne. Cependant, d'après des textes comme Les Devoirs du vizir, il apparaît assez clairement que les affaires administratives courantes sont déléguées à un ou plusieurs vizirs. L'archéologie a révélé les vestiges de plusieurs palais d'époques et de localisations différentes. Les mieux renseignés sont ceux d'Amenhotep III à Malqata, d'Akhenaton à Amarna et de Ramsès II à Pi-Ramsès. Tous trois sont datés de l'époque du Nouvel Empire. Pour l'Ancien Empire, les égyptologues pensaient, il y a peu de temps encore, que le palais se situait à Memphis. L'archéologie a cependant révélé que chaque pharaon avait un palais à proximité du site de sa pyramide.
| M23 | X1 · N35 | O1 · Z1 |

| M23 | X1 · N35 | O1 · Z1 |

| F26 · N35 | W24 · Z1 · O1 |

| F26 · N35 | W24 · Z1 · O1 |

| pr · aA |

| pr · aA |

| M23 | X1 · N35 | O1 · Z1 |

| M23 | X1 · N35 | O1 · Z1 |

| F26 · N35 | W24 · Z1 · O1 |

| F26 · N35 | W24 · Z1 · O1 |

| pr · aA |

| pr · aA |

### Entourage royal

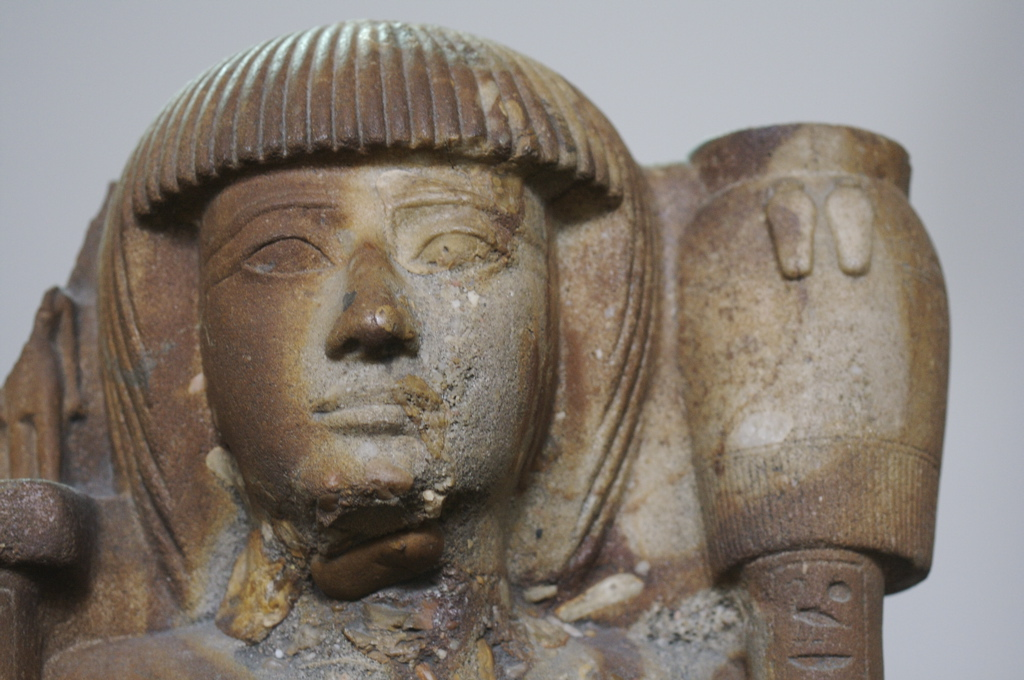
Khâemouaset, fils de Ramsès II - - British Museum.

Le palais royal, plus qu'un simple lieu résidentiel, est une vaste entité économique destinée à subvenir aux besoins matériels d'un groupe de privilégiés : le pharaon, sa famille et les proches courtisans. C'est cet ensemble de personnes qui détermine la politique du pays et assure son administration. Tous les hauts-fonctionnaires tirent leur légitimité par leur relation avec le souverain. Ils agissent par délégation de pouvoir après lui avoir prêté serment de fidélité. Certains titres définissent la nature de leur pouvoir (vizir, trésorier, directeur). D'autres dénotent du degré de proximité avec la personne royale : iry-pât « noble », haty-â « prince », semer-ouâty « ami unique », khetemty-bity « chancelier ». Les titres de iry-pât et haty-â désignent des princes dans le sens des monarchies occidentales contemporaines. Il s'agit de personnes de haut-rang, issu de vieilles familles puissantes, mais qui n'ont pas nécessairement un lien de proche parenté avec le roi. Il peut aussi s'agir de personnes propulsées au sommet par volonté royale par compétence personnelle. Sous la IVe dynastie, les sa-nesout « fils royaux » (réels ou fictifs) se partagent tous les postes d'importance mais il s'agit là d'une spécificité propre à cette époque. Antérieurement et postérieurement, l'accès aux hautes charges est ouvert aux personnes extérieures à la famille royale. La hiérarchie sociale peut ainsi être comprise comme une série de cercles concentriques gravitant autour du palais. Le titre médian de rekh nesout « connu du roi » (féminin : rekhet nesout) souligne ainsi que son détenteur appartient à l'entourage royal (au sens large), comme d'ailleurs le titre de semer per « ami de la maison ».
| D21 · Q3 | D36 · X1 · H8 |

| D21 · Q3 | D36 · X1 · H8 |

| F4 · D36 | A1 |

| F4 · D36 | A1 |

| S29 | U23 | D21 · G17 | A21 | A1 |

| S29 | U23 | D21 · G17 | A21 | A1 |

| L2 | X1 | S19 |

| L2 | X1 | S19 |

| M23 | X1 · N35 | N41 · X1 |

| M23 | X1 · N35 | N41 · X1 |

| M23 | X1 · N35 | G38 |

| M23 | X1 · N35 | G38 |

| M23 | X1 · N35 | G38 | X1 | B1 |

| M23 | X1 · N35 | G38 | X1 | B1 |

| D21 · Q3 | D36 · X1 · H8 |

| D21 · Q3 | D36 · X1 · H8 |

| F4 · D36 | A1 |

| F4 · D36 | A1 |

| S29 | U23 | D21 · G17 | A21 | A1 |

| S29 | U23 | D21 · G17 | A21 | A1 |

| L2 | X1 | S19 |

| L2 | X1 | S19 |

| M23 | X1 · N35 | N41 · X1 |

| M23 | X1 · N35 | N41 · X1 |

| M23 | X1 · N35 | G38 |

| M23 | X1 · N35 | G38 |

| M23 | X1 · N35 | G38 | X1 | B1 |

| M23 | X1 · N35 | G38 | X1 | B1 |

## Pouvoir central

### Vizir

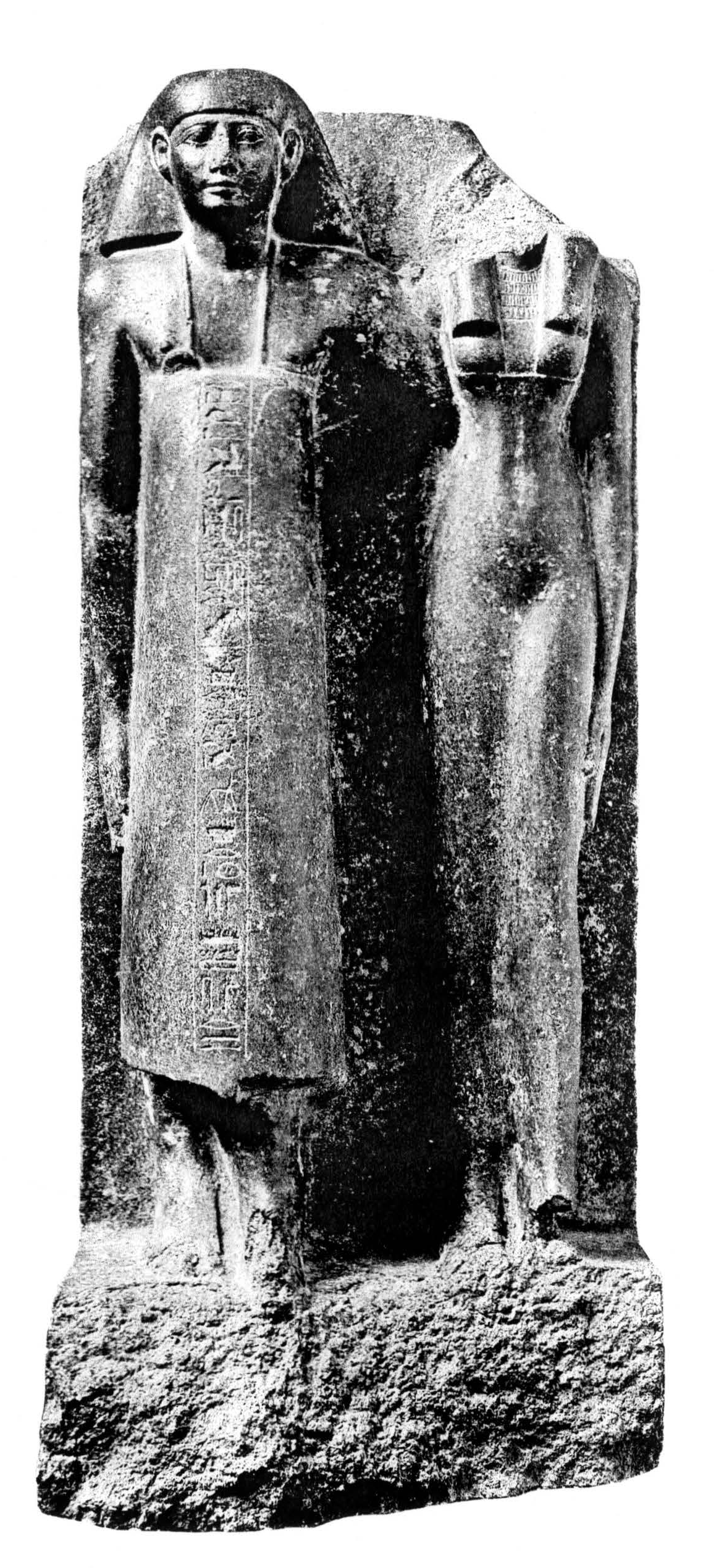
Statue du vizir Ouseramon et de son épouse - XVIIIe dynastie - Musée égyptien du Caire.

Le titre et la fonction du chef de l'administration monarchique tayty sab tjaty est habituellement traduit par « Celui du Rideau, Magistrat, Vizir ». La fonction est connue dès la IIe dynastie et a initialement été conçue comme unique et confié à un membre de la famille royale, de préférence à un fils du pharaon. Par la suite, vers la fin de l'Ancien Empire, la documentation suggère la simultanéité de deux ou plusieurs vizirs. Nos connaissances du rôle joué par le vizir comme premier assistant du pharaon proviennent, très largement, d'un texte du Nouvel Empire ; Les Devoirs du vizir gravés dans quelques tombes thébaines (dont celle de Rekhmirê) mais peut-être de rédaction antérieure (XIIIe dynastie). En tant que responsable du palais per nesou, le vizir reçoit journellement des rapports de ses subordonnés et se tient informé de l'état économique des ressources. Il est de plus responsable de la sécurité du palais en nommant les surveillants du lieu. Ses prérogatives concernent aussi la gestion de la main-d'œuvre des grands travaux, la gestion du patrimoine royal, l'exercice de la justice au plus haut niveau (notamment en matière de propriété foncière, de cadastre, de concessions minières et d'ateliers), la perception des impôts et des tributs étrangers, la tenue des archives, la nomination des magistrats, des administrateurs provinciaux, etc.

« On lui rendra compte du scellement des entrepôts en temps voulu et de leur ouverture en temps voulu. On lui rendra compte de l'état des forteresses méridionales et septentrionales. Tout ce qui doit sortir du domaine royal sortira après lui avoir fait un rapport, tout ce qui doit entrer dans le domaine royal entrera après lui avoir fait un rapport. De plus, concernant tout ce qui entre ou tout ce qui sort du territoire de la Résidence, elles entreront et elles sortiront, c'est son assistant qui permettra d'entrer et sortir. Les directeurs des policiers, les policiers et les directeurs de districts lui feront un rapport sur leurs affaires. »

— Les Devoirs du vizir (extrait). Traduction de Michel Dessoudeix.
| O16 | E17 | G47 |

| O16 | E17 | G47 |

| G47 | X1 · Z1 | A1 |

| G47 | X1 · Z1 | A1 |

| O16 | E17 | G47 |

| O16 | E17 | G47 |

| G47 | X1 · Z1 | A1 |

| G47 | X1 · Z1 | A1 |

### Conseil gouvernemental

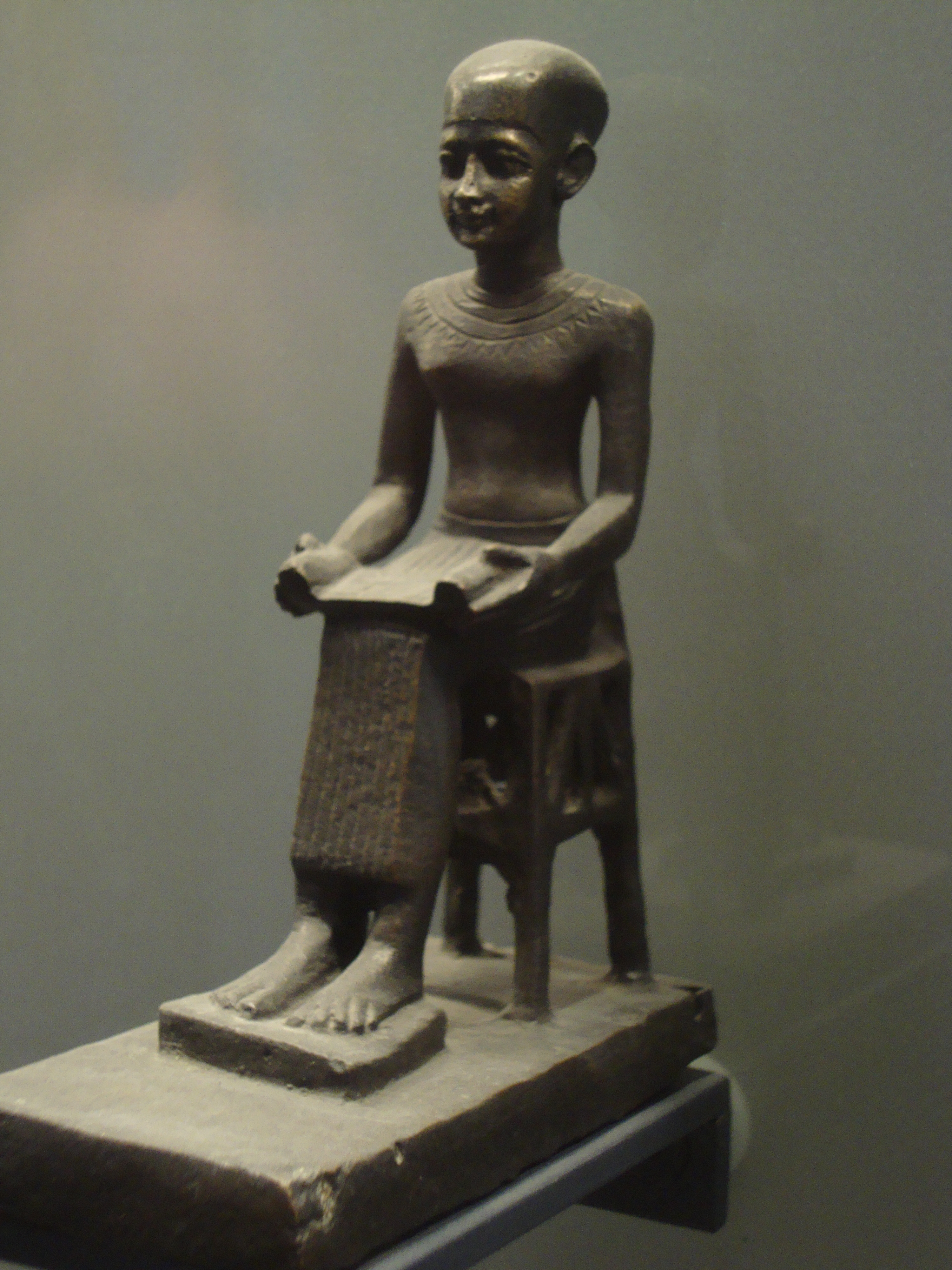
Statuette d'Imhotep, ministre divinisé - Musée du Louvre.

Le bon fonctionnement de l'administration centrale repose sur certaines catégories de fonctionnaires, des proches du pharaon et du vizir, qui surveillent les bureaux royaux. Ces derniers, réunis autour du pharaon dans le palais, ont pu constituer une sorte de conseil gouvernemental informel. Sous l'Ancien Empire, les membres de ce conseil sont désignés par des titres variés et imprécis. Cependant, ces titres soulignent tous la proximité de leur détenteur avec la personne royale. Ce conseil gouvernemental, Qenbet ou Djadjat selon les sources, vise à éclairer le pharaon lors de prises de décisions politiques et administratives, mais aussi à contrôler la bonne exécution des missions en province. Cette institution centrale est désignée par plusieurs termes officiels comme Hout ouret « Grand Domaine », Sekh Hor « Conseil d'Horus » et Ouskhet Hor « Salle d'Horus ». Attaché au bureau du vizir et siégeant à la Résidence, le conseil royal est probablement constitué de dix membres, les « Dix Grands » mentionné par les Textes des pyramides. Il est aussi fait mention de la Hout Ânkh « Domaine de la Vie » qui semble être une dépendance du palais, peut-être la salle du trône qui accueille le pharaon et un nombre restreint de dignitaires afin de délibérer. Lorsqu'un fonctionnaire rencontre des problèmes d'organisation lors d'une mission il peut porter plainte devant le vizir et la Hout ouret en tant qu'organisme supérieur qui contrôle les autres. À partir de la Première Période intermédiaire, des textes révèlent l'existence de la « Chambre des Sérou » (seh en serou) au sein du palais en tant qu'organisme consultatif. Les Sérou sont des fonctionnaires de l'administration royale et des auxiliaires du vizir attachés à ses bureaux. Plus que de simples courtisans, les Sérou ont un rang plus élevé que les scribes ou que la masse des agents royaux. Ils peuvent être envoyés en province et agir en marge des autorités locales afin de veiller à l'application des décisions pharaoniques à l'ensemble du pays ; quitte à châtier les fonctionnaires subalternes négligents. Des écrits du Moyen Empire confirment l'existence d'une assemblée royale ; Djadjat « Conseil » ou Djadjat ouret « Grand Conseil » dont les fonctions sont plutôt administratives que judiciaires. Au Nouvel Empire, selon Les Devoirs du vizir, ce Conseil surveille les activités économiques du pays (productions agricoles, troupeaux, recensements) en compagnie du vizir.
| N29 · N35 | D58 | X1 · O38 | A1 · Z2 |

| N29 · N35 | D58 | X1 · O38 | A1 · Z2 |

| U28 | I10 · N33 · X1 | A1 | A1 | A1 |

| U28 | I10 · N33 · X1 | A1 | A1 | A1 |

| N29 · N35 | D58 | X1 · O38 | A1 · Z2 |

| N29 · N35 | D58 | X1 · O38 | A1 · Z2 |

| U28 | I10 · N33 · X1 | A1 | A1 | A1 |

| U28 | I10 · N33 · X1 | A1 | A1 | A1 |

### Trésor

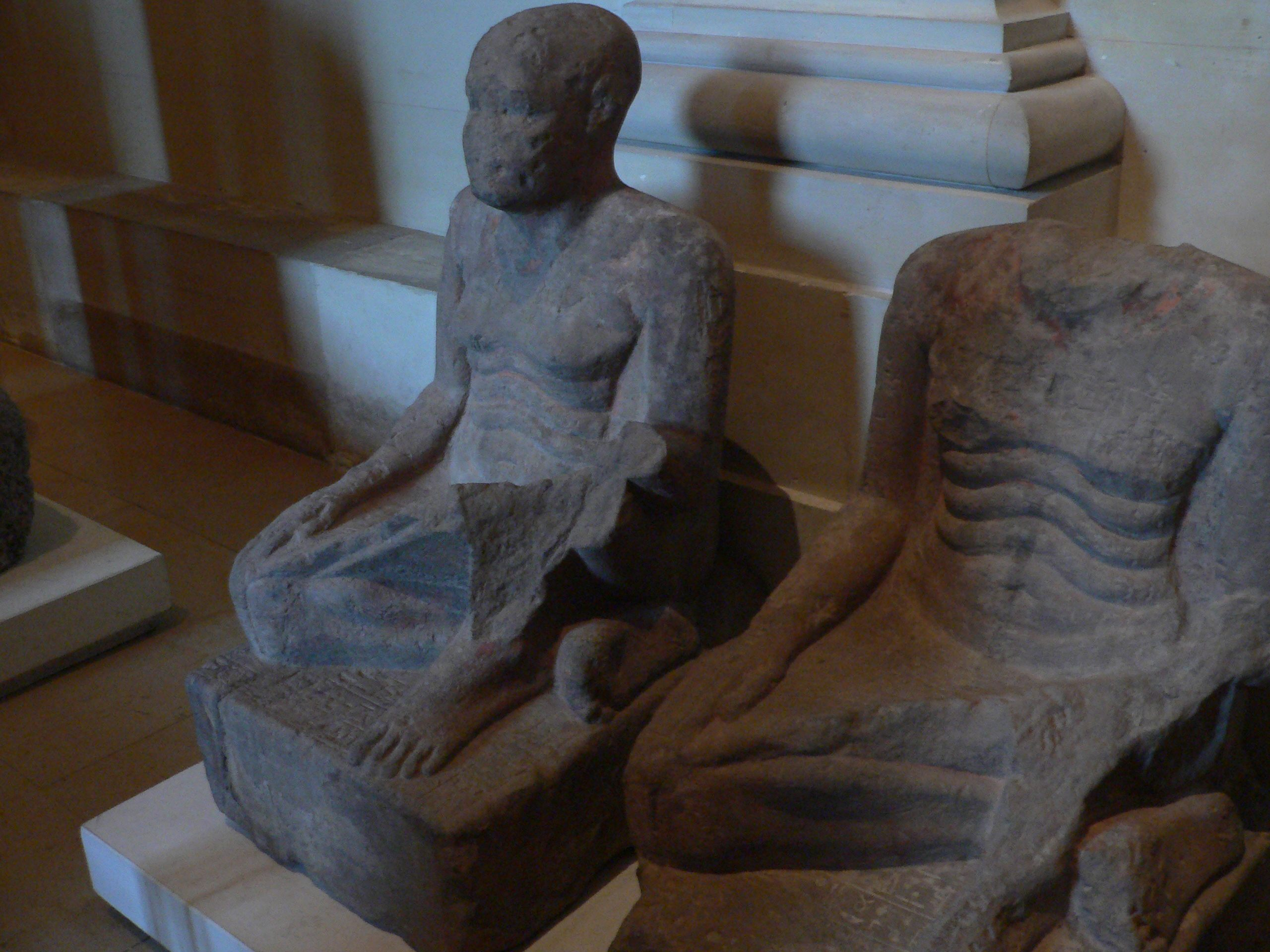
Statues de Montouhotep, directeur du Trésor et Vizir - - Musée du Louvre.

L'institution du Trésor (en égyptien per hedj « Maison de l'argent » ou perouy hedj « Double Maison de l'argent ») est la principale structure économique de la monarchie pharaonique. Cette administration collecte, comptabilise et stocke les denrées précieuses (brutes ou manufacturées). Elle permet au souverain de participer très activement à des redistributions selon les besoins. Au Nouvel Empire, des lieux de stockage sont connus à l'intérieur des temples. Les produits gérés par le Trésor sont de deux catégories : des produits manufacturés comme les vêtements, les étoffes, les sarcophages, les huiles et les parfums et les produits bruts comme l'encens. L'institution est connue dès les origines avec des mentions datées de la Ire dynastie même si la documentation est plus abondante pour les périodes suivantes. Cette administration est gérée par le directeur de la Double Maison de l'argent : l’imy-er perouy hedj auquel est souvent associé le titre d’imy-er perouy nebou « directeur de la Double Maison de l'or ». De plus, est aussi connue la charge de directeur des choses scellées imy-er khétémet. Ce second fonctionnaire, placé sous les ordres du premier, chapeaute tout un département où des administrateurs sont directement rattachés à sa personne. Selon toute vraisemblance ces choses scellées sont des produits offerts aux défunts par faveur royale. Ces deux hauts-fonctionnaires sont tous deux assistés par des collaborateurs comme des camériers (imy-er âkhénouty), des bras-droits (idénou en imy-er khétémet) ou des intendants (imy-er per en per hedj) ainsi que par une série de scribes. Les produits ne sont pas collectés directement mais sont tout d'abord centralisés province par province et certains scribes sont chargés de surveiller ces ressources locales au cours de tournées d'inspection.
| O1 · Z1 | S12 · N33 · N33 · N33 |

| O1 · Z1 | S12 · N33 · N33 · N33 |

| O1 | T3 | O1 |

| O1 | T3 | O1 |

| G17 | D21 | O2 | O2 |

| G17 | D21 | O2 | O2 |

| G17 · D21 | O1 · Z4 | S12 |

| G17 · D21 | O1 · Z4 | S12 |

| S19 | G43 | G4 | A1 | Z3 |

| S19 | G43 | G4 | A1 | Z3 |

| O1 · Z1 | S12 · N33 · N33 · N33 |

| O1 · Z1 | S12 · N33 · N33 · N33 |

| O1 | T3 | O1 |

| O1 | T3 | O1 |

| G17 | D21 | O2 | O2 |

| G17 | D21 | O2 | O2 |

| G17 · D21 | O1 · Z4 | S12 |

| G17 · D21 | O1 · Z4 | S12 |

| S19 | G43 | G4 | A1 | Z3 |

| S19 | G43 | G4 | A1 | Z3 |

### Grenier

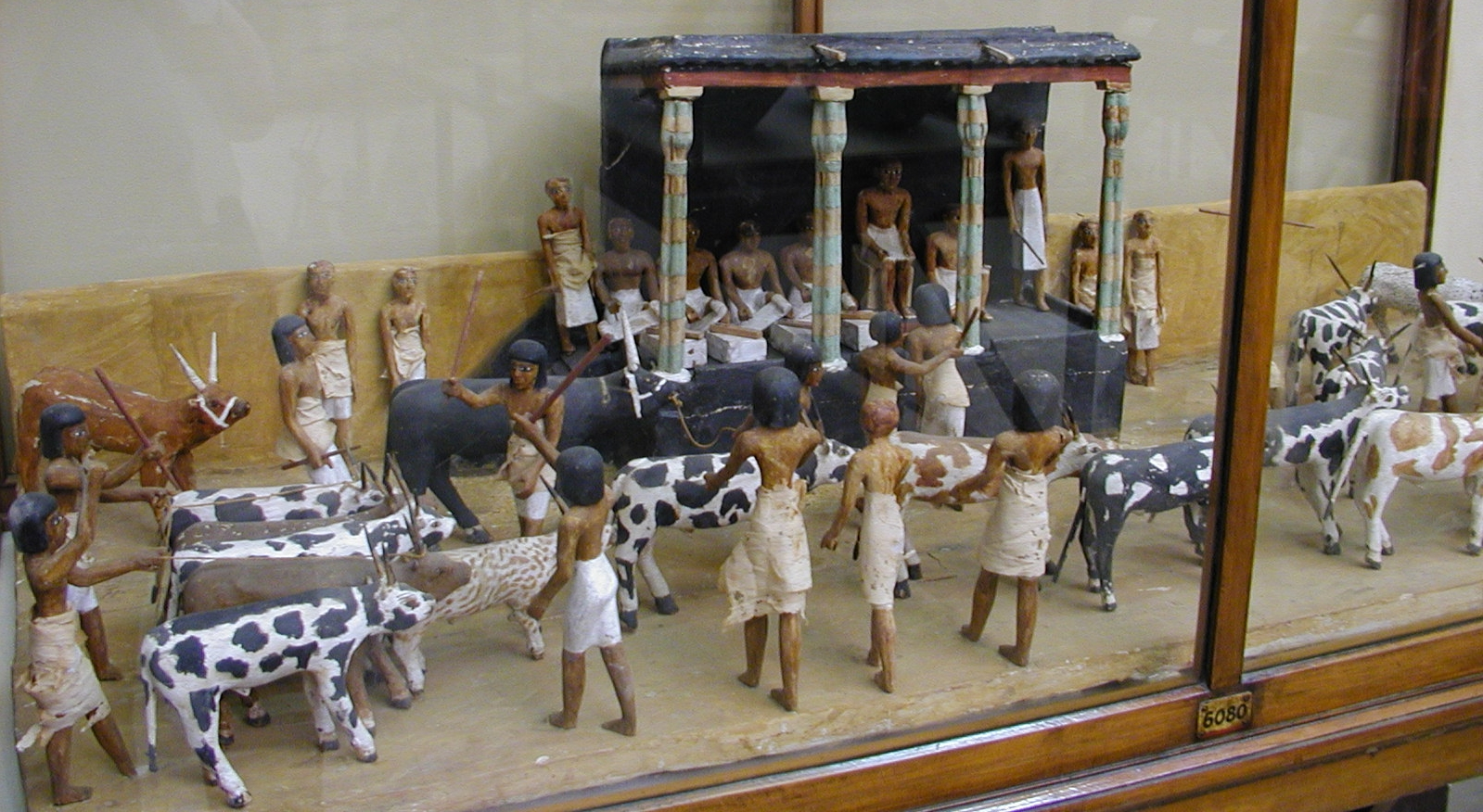
Recensement du bétail - maquette funéraire de Méketrê -.

Le Double Grenier (shenouty) est une institution qui apparaît à la fin de la IIIe dynastie. Cette administration qui opère à l'échelle du pays tout entier prend en charge la collecte des impôts en nature et travaille, sans doute, en étroite relation avec le Trésor dont elle est peut-être une émanation. La fonction de directeur du Double Grenier (imy-er shenouty) n'est cependant pas attestée avant le milieu de la Ve dynastie. Durant l'Ancien Empire, la fonction est surtout cumulée par le vizir (vingt-deux directeurs sur les trente-sept connus sont aussi vizirs). Une stèle datée de Sésostris Ier nous apprend que c'est le même haut fonctionnaire, le directeur du Double Grenier, qui contrôle la main-d'œuvre, les bêtes d'abattoir, les bêtes de charges et toutes sortes de produits qui doivent revenir au souverain : 

« J'agissais en tant que directeur du Double Grenier, lors du recensement de l'orge de Basse-Égypte ; j'agissais comme directeur de la main-d'œuvre à partir de plusieurs milliers d'individus ; j'agissais comme directeur du gros bétail et comme directeur du petit bétail, directeur des ânes, directeur des porcs ; j'avais la haute main sur les vêtements destinés au Trésor ; j'étais chargé des inventaires dans le Domaine royal. »

— Stèle d'Ousermontou. Traduction de Dominique Valbelle.
À toutes les époques, la connaissance du cheptel par des recensements (iret irou) participe de la bonne gestion du patrimoine royal. Dès la IIe dynastie, ces opérations de comptage (annuelles ou bisannuelles selon les périodes) auprès des particuliers servent à déterminer la part qui doit revenir à l'État pharaonique.
| O51 | X1 · O1 |

| O51 | X1 · O1 |

| G17 | D21 | V7 | X1 | G43 | O51 · O51 |

| G17 | D21 | V7 | X1 | G43 | O51 · O51 |

| O51 | X1 · O1 |

| O51 | X1 · O1 |

| G17 | D21 | V7 | X1 | G43 | O51 · O51 |

| G17 | D21 | V7 | X1 | G43 | O51 · O51 |

### Archives

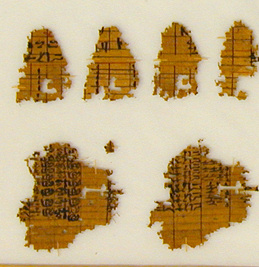
Archives d'Abousir (fragments de papyrus) -.

En Égypte, l'apparition de l'écriture, autour de -3150, est contemporaine des rois de la dynastie zéro (Scorpion, Ka, Narmer). Les textes de cette époque, même s'ils sont très archaïques et rudimentaires (préécriture ou  protoécriture), comportent déjà pratiquement toutes les caractéristiques de l'écriture hiéroglyphique parvenue à maturité. La constitution d'une monarchie unifiée dans la seconde moitié du IVe millénaire av. J.-C. a sans doute imposé l'enregistrement des multiples activités économiques. Les plus anciens exemples d'inscriptions ont ainsi été trouvés dans les nécropoles sur des amphores, le nom du souverain ou le nom du domaine agricole étant associés au produit contenu dans le récipient.
Plusieurs artéfacts démontrent que l'administration royale dispose, très tôt, d'un système d'archivage afin de garder le souvenir d'événements royaux, de procédures judiciaires ou contractuelles, d'enregistrements, d'inventaires, courriers, tableaux de service, comptabilités, etc. Sous l'Ancien Empire, à partir de Néferirkarê, le titre de imy-er sesh â nesou « directeur des archives royales » entre souvent dans la titulature des vizirs memphites ou provinciaux. L'institution qui lui correspond est le per en â nesou « département des documents royaux ». Des textes faisant référence à la Première Période intermédiaire font état de troubles sociaux ayant entraînés la destruction des archives religieuses et fiscales : « Hélas, les bureaux sont ouverts, leurs rapports volés. Le serf possède le serf à son tour. Hélas, les scribes sont assassinés, leurs écrits volés, malheur à moi pour les maux de ce temps ! Hélas, les scribes du cadastre, leurs livres sont volés. » (Lamentations d'Ipou-Our). Les pharaons du Moyen Empire renouent avec la tradition de l'archivage. L'administration se base sur une connaissance précise des biens, des personnes et des situations. Le kha en tjaty « bureau du vizir » centralise les archives et procède à un contrôle systématique des documents d'importance. D'autres institutions ont une fonction de conservation. Au sein des temples existent ainsi des bibliothèques d'ouvrages religieux et littéraires. La plupart de ces écrits ont sombré dans l'oubli mis à part leurs titres inscrits sur les murs de certains temples ptolémaïques.
| Y3 | Y1 |

| Y3 | Y1 |

| Y3 | A1 |

| Y3 | A1 |

| G17 · D21 | M23 | Y3 | D36 · Y1 |

| G17 · D21 | M23 | Y3 | D36 · Y1 |

| Y3 | Y1 |

| Y3 | Y1 |

| Y3 | A1 |

| Y3 | A1 |

| G17 · D21 | M23 | Y3 | D36 · Y1 |

| G17 · D21 | M23 | Y3 | D36 · Y1 |

### Travaux royaux

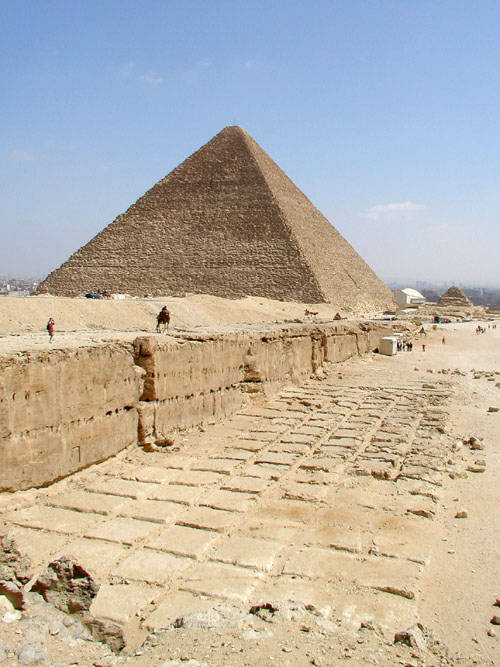
Vue sur une antique carrière de pierre à Gizeh.

Dès les époques les plus reculées, les souverains égyptiens ordonnent de grands travaux architecturaux. Les pharaons des deux premières dynasties font le choix de se faire inhumer soit à Abydos, soit à Saqqarah près de Memphis. Certains se font construire un tombeau dans les deux cimetières et il n'est pas aisé de déterminer lequel a effectivement accueilli la dépouille. De l'Ancien et du Moyen Empire, près d'une centaine de pyramides sont connues, surtout dans la région de Memphis. Avec Djéser, le tombeau prend un volume monumental (pyramide à degrés) et s'insère dans un vaste complexe funéraire où son esprit immortel continu d'exercer les fonctions monarchiques. Les complexes de la IVe dynastie se présentent différemment : la pyramide rhomboïdale de Snéfrou et les pyramides de Khéops, Khéphren et Mykérinos en sont les exemples les plus célèbres. Un temple-haut est aménagé au pied de la pyramide et un second, le temple-bas, est situé en contrebas dans la vallée. Les deux sont reliés par une longue chaussée cérémonielle. Ces espaces cultuels abritent des statues royales, réceptacle de l'âme du défunt. Ce culte funéraire nécessite un grand nombre de personnels, les prêtres hem-netjer « serviteur du dieu », les employés khentyou-sâ et des prêtres secondaires, les ouab « purs ». Les pharaons de la Ve dynastie édifient, en plus, des temples solaires où la pyramide est remplacée par un obélisque. Pour financer les besoins du personnel, le mobilier du culte et les offrandes chaque pyramide bénéficie d'un domaine agricole alloué par le souverain de son vivant. Les pharaons du Nouvel Empire renoncent à construire des pyramides. À la place, ils se font inhumer dans des hypogées creusés dans la vallée des Rois à Thèbes par les ouvriers de Deir el-Médineh. S'ils n'ont pas édifié de pyramides, ces pharaons ont conduit d'autres grands travaux comme l'édification de leurs gigantesques temples jubilaires, à l'image du Ramesséum. Ces temples, très gourmands en personnel, suscitent la création de fondations agricoles comparable à celles de l'Ancien Empire. Les derniers pharaons, aux moyens plus modestes, se font inhumer dans des sépultures aménagées à l'intérieur des enceintes sacrées : dans le temple d'Amon à Tanis ou dans le temple de Neith à Saïs.

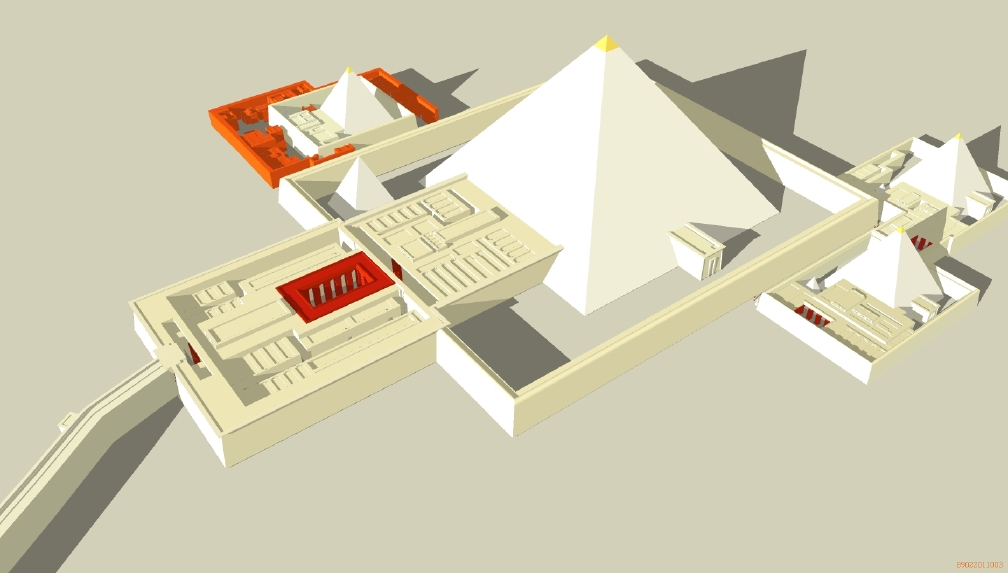
Restitution de la pyramide de Pépi II et de celles de ses épouses - - Saqqarah.

Très tôt, les grands travaux ont donc constitué un très important département de l'État pharaonique. Sous la IIIe dynastie est attesté le titre de imy-irty kat nebet nesou « surveillant de tous les travaux du roi ». Du début de la IVe dynastie à la fin de la Première Période intermédiaire, le titre de imy-er kat nebet net nesou « directeur de tous les travaux du roi » est régulièrement attesté. Au début, il est surtout porté par des membres de la famille royale comme Hémiounou, un des fils de Khéops. La plupart sont aussi vizirs. Cependant, vers la fin de la IVe dynastie, cette fonction est dévolue à cercle plus large de fonctionnaires. À côté de cette fonction de supervision générale, on trouve la fonction de imy-er kat net nesou « directeur des travaux du roi » (surtout sous la Ve dynastie) qui correspond à un chantier plus précis. Au Nouvel Empire, le titre de « directeur de tous les travaux » est attesté à Thèbes où il est notamment porté par Amenhotep fils de Hapou sous le règne d'Amenhotep III. Ce ministère s'occupe de tâches prestigieuses. Ceux qui le portent s’enorgueillissent d'avoir construit des pyramides, des temples, des palais, mais aussi d'avoir supervisé l'élaboration de statues ou de barques sacrées, d'avoir acheminé des blocs de pierre, d'avoir aménagé des jardins, des bassins.
| U23 | G17 · D21 | O24 |

| U23 | G17 · D21 | O24 |

| G17 · D21 | M23 | D28 · X1 | A9 | V30 · X1 |

| G17 · D21 | M23 | D28 · X1 | A9 | V30 · X1 |

| A48 | Aa1 · X1 | Y1 · Z2 |

| A48 | Aa1 · X1 | Y1 · Z2 |

| U23 | G17 · D21 | O24 |

| U23 | G17 · D21 | O24 |

| G17 · D21 | M23 | D28 · X1 | A9 | V30 · X1 |

| G17 · D21 | M23 | D28 · X1 | A9 | V30 · X1 |

| A48 | Aa1 · X1 | Y1 · Z2 |

| A48 | Aa1 · X1 | Y1 · Z2 |

## Divisions administratives

### Nomes (provinces)

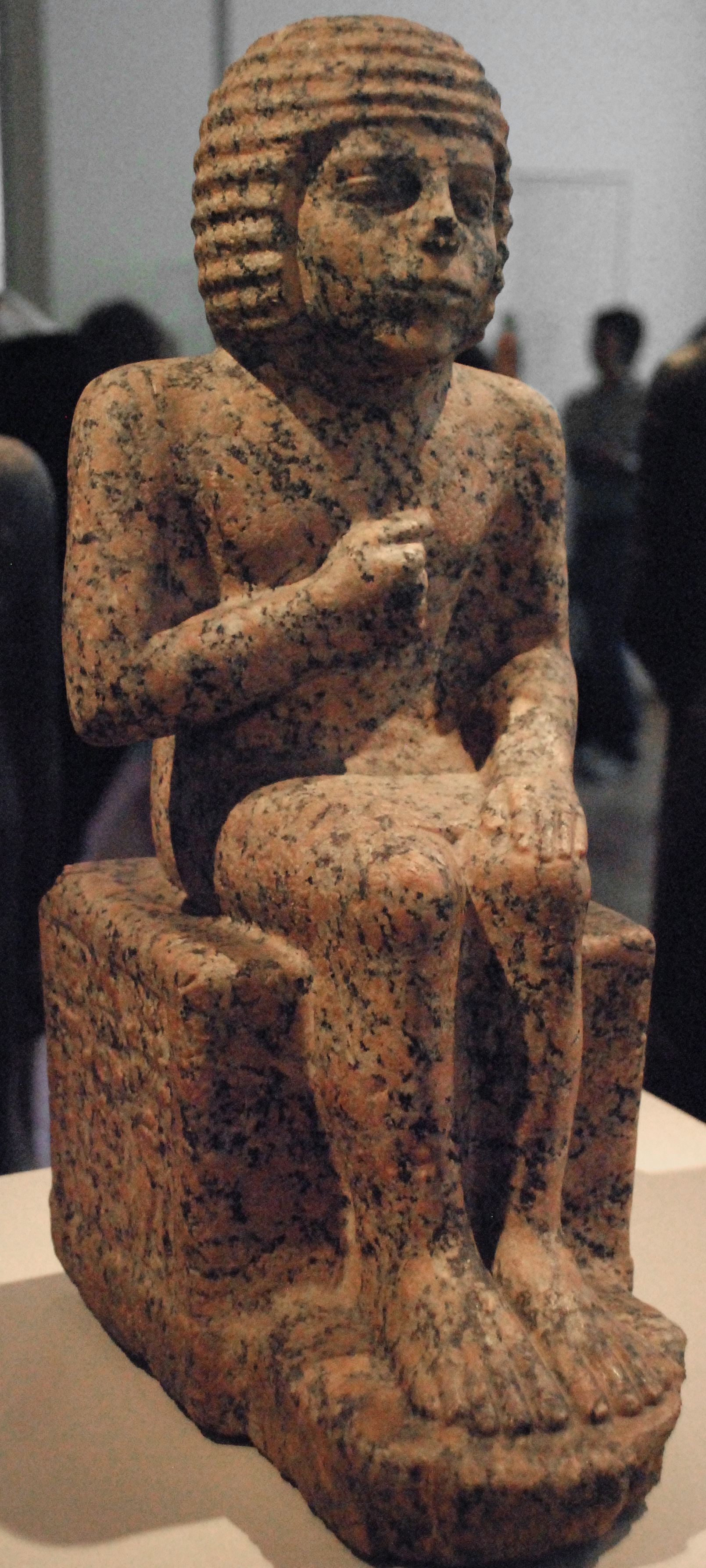
Statue du nomarque Metjen - - Musée égyptien de Berlin.

De par la pauvreté des preuves écrites, il est difficile de dater les débuts la division de l'Égypte en plusieurs provinces (ou nomes) : sans doute aux alentours de la IIe dynastie. Durant l'Ancien Empire, on compte vingt-deux nomes pour la Haute-Égypte et seize pour la Basse-Égypte. Au début du Nouvel Empire, le delta du Nil se voit doter d'un 17e nome et d'un total de vingt durant la période ptolémaïque. Durant l'histoire les superficies de ces provinces ont varié, des villes ont tantôt fait partie d'une province ou d'une autre, des nomes ont fusionné, d'autres ont été scindés. Face aux besoins grandissant de la royauté centrale, l'administration provinciale évolue grandement au cours de l'Ancien Empire. Le nomarque qui en est le représentant supérieur voit ainsi ses attributions évoluer. Au début, il est un représentant de l'administration centrale et il se rend régulièrement dans les nomes dont il a la charge. Cependant, son lieu de résidence est Memphis, la capitale. Il devient ensuite un véritable administrateur, avec de multiples responsabilités, en général dans un seul nome où il réside et se fait inhumer. Le terme de nomarque recoupe des réalités différentes. Durant les IIIe et IVe dynasties, il semble exister un modèle administratif différent selon les deux grandes divisions du pays. Des titres différents sont employés en fonction du nord, proche de la capitale et le sud, plus éloigné. Le titre de heqa sepat « gouverneur de nome » s'applique pour le sud, tout comme les titres de seshem-ta « guide du pays » et imy-er oupout « directeur de mission ». Dans le nord, ils portent les titres de heka hout âat « gouverneur de grand domaine », âdj-mer « administrateur » et imer-er « directeur ». À la fin de l'Ancien Empire et jusque sous le Moyen Empire, se développe pour le sud, le titre de hery tep âa « grand seigneur ». Ces personnages jouent un grand rôle durant la Première Période intermédiaire, une ère de déliquescence du pouvoir central. Plus tard, durant la XIIe dynastie, une ère de pouvoir monarchique fort, l'administration provinciale connaît de grands bouleversements avec une gestion plus axée sur les centres urbains. Cet état de fait perdure sous le Nouvel Empire.
| N24 · X1 · Z1 |

| N24 · X1 · Z1 |

| N24 · X1 · Z1 | A1 · Z2 |

| N24 · X1 · Z1 | A1 · Z2 |

| S38 | N29 | G1 | A1 | N24 · X1 · Z1 |

| S38 | N29 | G1 | A1 | N24 · X1 · Z1 |

| G17 · D21 | F13 · Q3 | G43 | X1 · Z9 |

| G17 · D21 | F13 · Q3 | G43 | X1 · Z9 |

| K5 · N36 |

| K5 · N36 |

| N24 · X1 · Z1 |

| N24 · X1 · Z1 |

| N24 · X1 · Z1 | A1 · Z2 |

| N24 · X1 · Z1 | A1 · Z2 |

| S38 | N29 | G1 | A1 | N24 · X1 · Z1 |

| S38 | N29 | G1 | A1 | N24 · X1 · Z1 |

| G17 · D21 | F13 · Q3 | G43 | X1 · Z9 |

| G17 · D21 | F13 · Q3 | G43 | X1 · Z9 |

| K5 · N36 |

| K5 · N36 |

### Districts
Le terme égyptien Hout est généralement traduit par « domaine » mais n'a pas de strict équivalent dans les langues contemporaines. Il s'agit d'un bâtiment de prestige en forme de tour dont le nom est appliqué à des installations dépendant de la royauté. Le temple est le hout-netjer « demeure du dieu », tandis que d'autres expressions désignent des parties de la résidence royale ; le hout-ouret est ainsi le bureau du vizir et le hout-aât, un palais provincial qui contrôle une exploitation agricole locale de la couronne. Durant l'Ancien Empire mais surtout sous la VIe dynastie, la Hout joue un important rôle dans l'organisation administrative du pays. Par son aspect fortifié, elle participe à la défense du pays. Il s'agit cependant d'un centre administratif (une sorte de chef-lieu de district) pourvu de biens divers comme des champs, du bétail et des travailleurs. À sa tête se trouve un responsable, le heqa-hout « gouverneur de district ». Ce dernier est nommé par le pharaon et assure le contrôle de la Résidence sur le district et ses ressources. Les produits emmagasinés servent à équiper les expéditions militaires ou à ravitailler les envoyés temporaires du roi. Le responsable local sert aussi d'intermédiaire entre la Résidence et les populations rurales et organise les travaux collectifs. Le réseau des Hout en connexion avec d'autres institutions, comme les temples, facilite ainsi le contrôle de pharaon sur son pays. Il est à remarquer que là où prospère un temple puissant, le besoin d'installer une Hout ne s'est pas fait sentier. Dans le système de pensée duel propre aux Égyptiens, le couple hout / niout (district / localité) représente dans les discours funéraires de l'Ancien Empire, les deux pôles fondamentaux de l'organisation locale. Dans les mastabas, des fresques montrent des processions de génies, symboles des districts et des villes du pays, apporter au défunt des victuailles. Dans un texte postérieur, le récit du Conte du Paysan éloquent exprime que des gouverneurs de district peuvent aussi diriger une ville.
| O6 | X1 · O1 |

| O6 | X1 · O1 |

| S38 | O6 | X1 · O49 |

| S38 | O6 | X1 · O49 |

| O6 | X1 · O1 |

| O6 | X1 · O1 |

| S38 | O6 | X1 · O49 |

| S38 | O6 | X1 · O49 |

### Villes

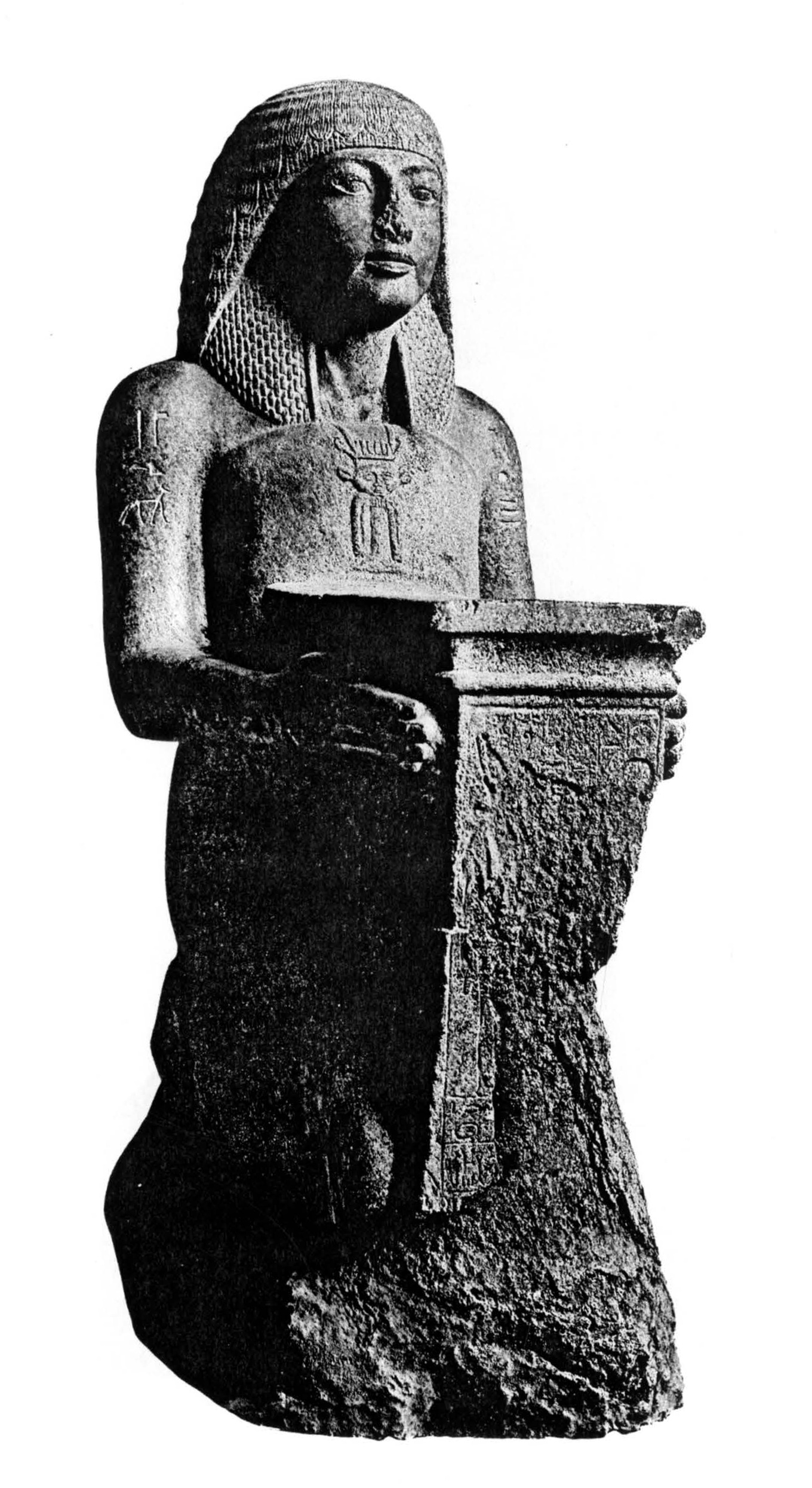
Statue de Paser, vizir et maire de Thèbes - - Musée égyptien du Caire.

La localisation de la plupart des grandes villes égyptiennes a pu être déterminée par des sources textuelles et topographiques. Par divers recoupements, l'égyptologue Karl Butzer (en) a reconnu l'existence de 217 anciens sites de peuplement d'une taille raisonnable (entre Éléphantine et Memphis) ; 138 de ces localités ne sont que de gros villages, les autres étant effectivement des villes ou de petites cités. Pour 113 d'entre-elles, la présence d'un temple est avérée,. Près de 57 % de ces sites sont actuellement formellement identifiés par l'archéologie. Notre connaissance souffre ainsi de graves lacunes. Ce fait s'explique par leur inaccessibilité car recouverts par une grande épaisseur d'alluvions ou par les habitations contemporaines. Avant le Nouvel Empire, la ville n'est qu'une simple composante d'un système administratif complexe où elle n'est pas l'échelon de référence. Dans les textes, la ville s'efface derrière la province à laquelle elle appartient. Seules deux catégories de localités sont mises en avant ; la résidence royale et les villes de pyramides. À partir de la XIIIe dynastie, la ville commence à avoir la prééminence administrative sur le nome mais ce fait ne devient une réalité générale que sous le Nouvel Empire. À cette époque, l'Égypte connaît des personnages dotés de fonctions assez comparables à nos maires actuels ; les haty-â « celui qui conduit par le bras ». Moins qu'un titre, il s'agit d'un terme imprécis qui s'applique à un homme doté d'une quelconque autorité. Dans l'armée, il s'agit d'un commandant. Lorsque le terme est accolé au nom d'une ville, il s'agit de l'autorité principale du lieu (ville ou village). En plus de ses fonctions administratives de gestion du personnel, le maire égyptien prend en charge le contrôle des marchandises, leur distribution auprès de la population, organise les recensements humains et agricoles ainsi que les corvées. Il participe aussi au règlement des conflits judiciaires en tant qu'autorité de première instance.
| O49 · X1 · Z1 |

| O49 · X1 · Z1 |

| O49 · X1 | G4 | A1 · Z2 |

| O49 · X1 | G4 | A1 · Z2 |

| F4 · X1 · D36 |

| F4 · X1 · D36 |

| O49 · X1 · Z1 |

| O49 · X1 · Z1 |

| O49 · X1 | G4 | A1 · Z2 |

| O49 · X1 | G4 | A1 · Z2 |

| F4 · X1 · D36 |

| F4 · X1 · D36 |

### Bourgades et villages

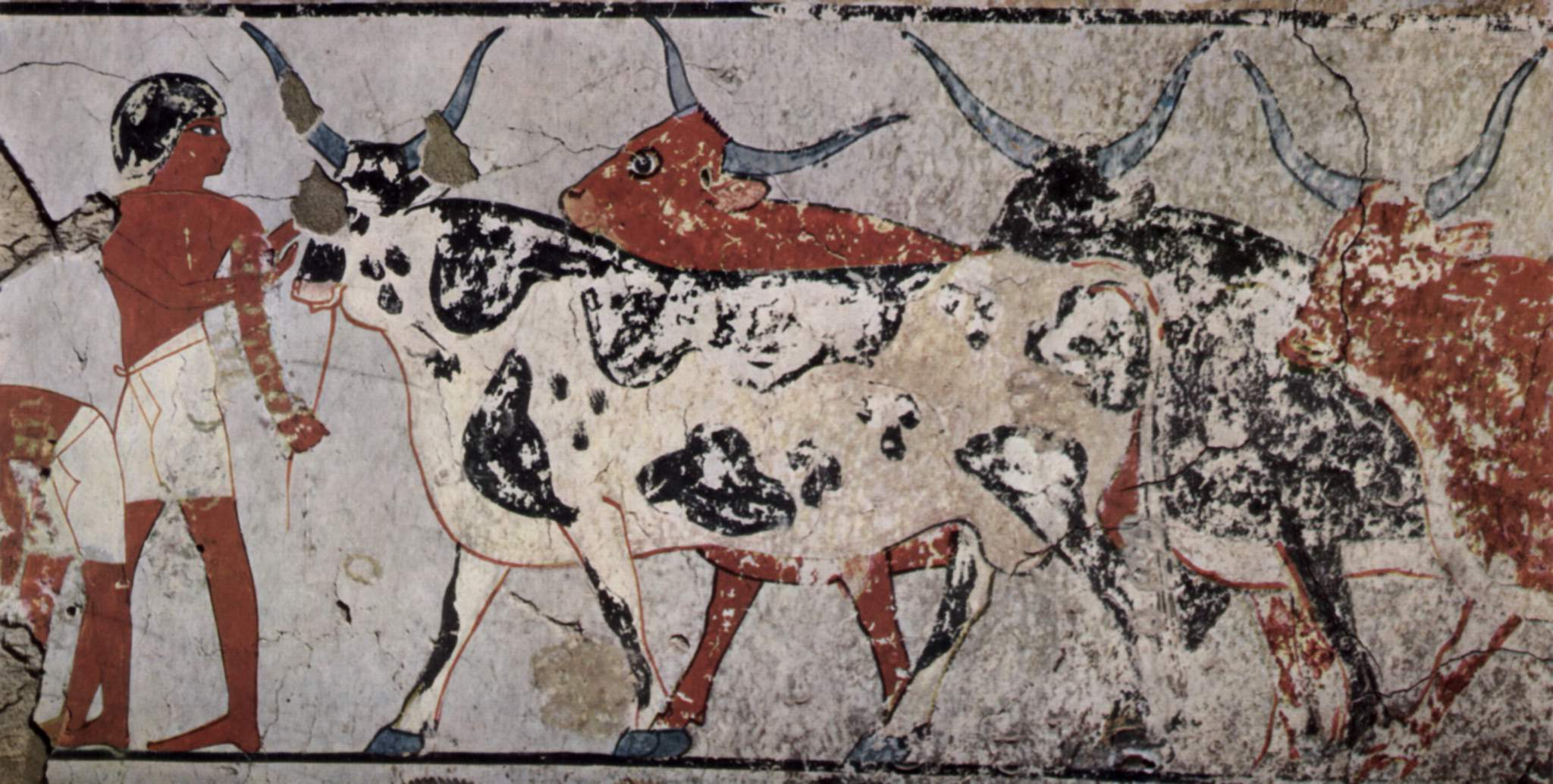
Berger guidant son troupeau de bovidé - peinture murale - XVIIIe dynastie.

Quand bien même les villages égyptiens sont considérés comme la colonne vertébrale de l'organisation rurale du pays, ils demeurent encore largement insaisissables du point de vue archéologique. Seuls les villages des ouvriers de Deir el-Médineh et d'Amarna ont été intensivement fouillés et étudiés. Il s'agit cependant de deux cas atypiques. Ces deux sites ont en effet été au service direct de la royauté et n'ont pas constitué au sens strict des communautés rurales agricoles. Les sources écrites demeurent elles aussi sporadiques et lacunaires. Il n'existe ainsi aucun recensement général. Il est cependant possible d'avancer une estimation de 178 petites villes et de 1 125 gros villages pour la période pharaonique,,. Le vocabulaire égyptologique n'est pas exempt d’ambiguïté. Les termes égyptiens de niout, demit, ouhyt, temi sont indifféremment traduit par « village », alors que dans l'esprit des Égyptiens antiques, ils recouvraient des réalités différentes. Dans les sources écrites les plus anciennes, le terme niout désigne indifféremment des localités de tailles diverses : de la plus grande ville au plus modeste hameau. Cependant à partir du Nouvel Empire, le terme est réservé aux seules cités d'importance. Les termes demi et ouhyt (anciennement « port » et « clan ») servent alors à désigner les villages. L'agriculture et l'élevage constituent les deux principales activités économiques des communautés rurales. Les autres activités sont la pêche, la chasse, l'apiculture, la meunerie et l'artisanat. Ces villages ne constituent des communautés égalitaristes. Les scribes forment l'élite villageoise aux côtés des chefs de village. Ces derniers sont le mieux documentés car ils sont les intermédiaires entre les villageois et les autorités provinciales et royales. Leur collaboration est essentielle pour la perception des taxes et des réquisitions ainsi que pour l'organisation des corvées. Les textes de l'Ancien Empire les connaissent sous le terme de heqa niout « gouverneur de village » mais ils sont ultérieurement connus sous le terme de haty-â « maire ».
| D46 | W19 | M17 | N23 · Z1 |

| D46 | W19 | M17 | N23 · Z1 |

| D46 | W19 | M17 | N23 · Z1 | A1 · Z2 |

| D46 | W19 | M17 | N23 · Z1 | A1 · Z2 |

| G43 | V28 | M17 | M17 | X1 · O49 |

| G43 | V28 | M17 | M17 | X1 · O49 |

| D46 | W19 | M17 | N23 · Z1 |

| D46 | W19 | M17 | N23 · Z1 |

| D46 | W19 | M17 | N23 · Z1 | A1 · Z2 |

| D46 | W19 | M17 | N23 · Z1 | A1 · Z2 |

| G43 | V28 | M17 | M17 | X1 · O49 |

| G43 | V28 | M17 | M17 | X1 · O49 |

### Maisonnées

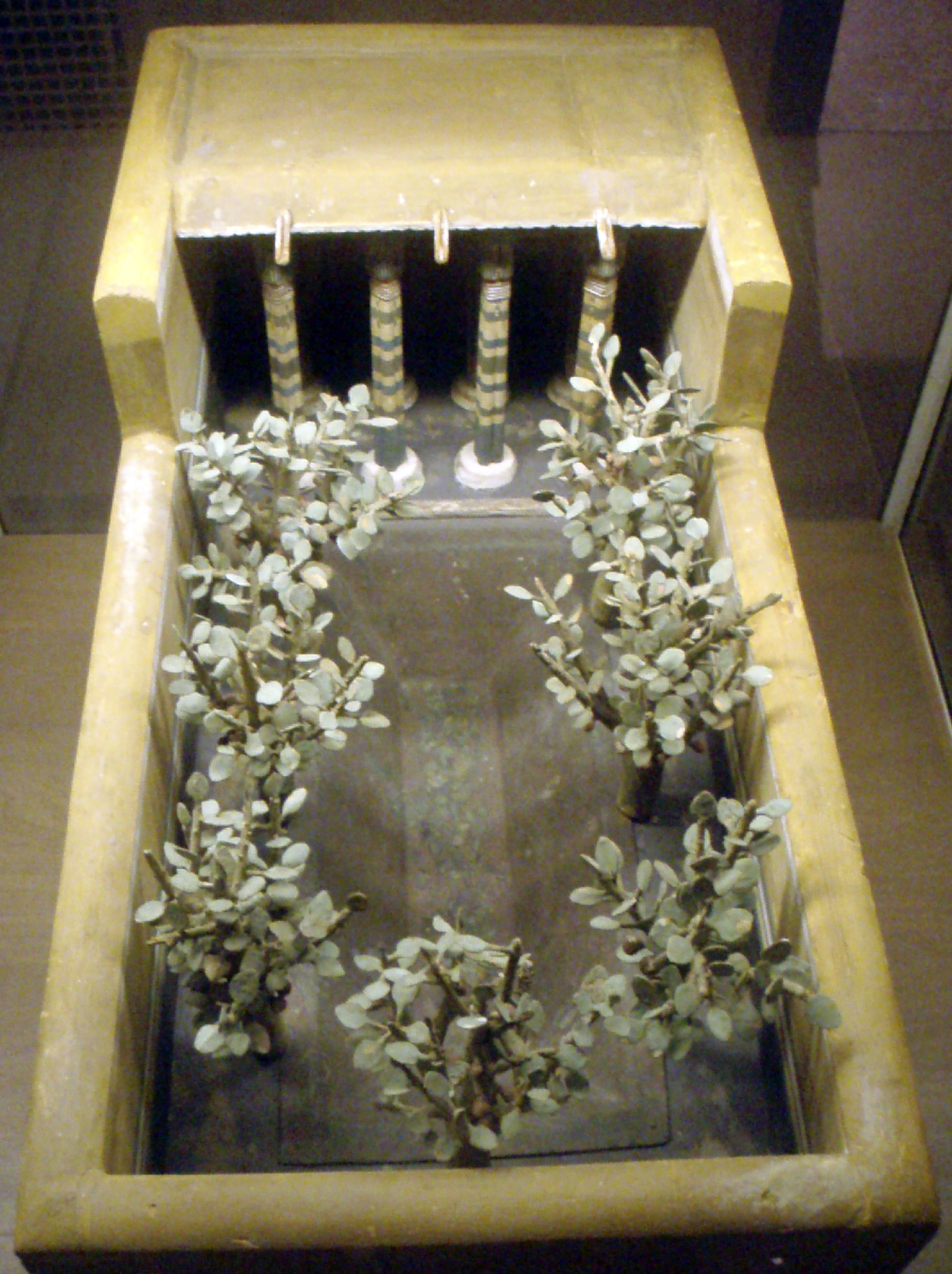
Maison égyptienne (maquette funéraire) - Metropolitan Museum of Art.

Le terme égyptien per « maison, maisonnée » apparaît selon la documentation disponible comme l'unité de base de la société pharaonique. Les recensements fiscaux tendent à montrer des familles nucléaires (couples homme-femme avec leurs enfants). L'archéologie démontre que les petites et moyennes habitations abritent des familles allant de cinq à onze personnes avec une moyenne de six personnes. Il n'est cependant pas exclu de penser que plusieurs habitations mitoyennes de ce type soit en fait le regroupement d'une même et vaste famille au sein d'un village ou d'un quartier citadin. Le Papyrus Insinger mentionne ainsi par ordre croissant la maison (ât), la famille étendue (mehout), le village (demi) et la province. Selon les sources funéraires comme les fresques des tombes et mastabas, il apparaît que la composition d'une maisonnée varie grandement selon le statut social du chef de famille. Au Moyen Empire, Heqanakt, un officiel de rang moyen, mentionne dix-huit personnes dont sa mère, sa seconde épouse, son fils, ses deux filles, sa tante (ou sa sœur), son frère cadet, son contremaître (et ses dépendants), trois paysans et trois servantes. Pour l'élite de la société, il faut compter plusieurs centaines d'affiliés (serviteurs inclus). Cette composition varie selon le cycle de la vie, la maisonnée du fils aîné se devant d'accueillir celle de son père décédé. De plus, il n'est pas anodin que les notions d'État et de royauté se rejoignent dans le terme per-âa, la « grande maison », interprétée par l'égyptologue Mark Lehner comme la « maisonnée des maisonnées », à savoir une structure sociale gigogne où Pharaon est, in fine, le chef de famille du pays nilotique plutôt que le souverain d'un État fortement centralisé.
| D36 · Z1 |

| D36 · Z1 |

| D36 · X1 · O1 |

| D36 · X1 · O1 |

| D38 · O4 | X1 | G43 | A1 · B1 · Z2 |

| D38 · O4 | X1 | G43 | A1 · B1 · Z2 |

| U23 | D58 | X1 · S24 | A1 · B1 · Z2 |

| U23 | D58 | X1 · S24 | A1 · B1 · Z2 |

| D36 · Z1 |

| D36 · Z1 |

| D36 · X1 · O1 |

| D36 · X1 · O1 |

| D38 · O4 | X1 | G43 | A1 · B1 · Z2 |

| D38 · O4 | X1 | G43 | A1 · B1 · Z2 |

| U23 | D58 | X1 · S24 | A1 · B1 · Z2 |

| U23 | D58 | X1 · S24 | A1 · B1 · Z2 |

## Zones limitrophes

### Oasis

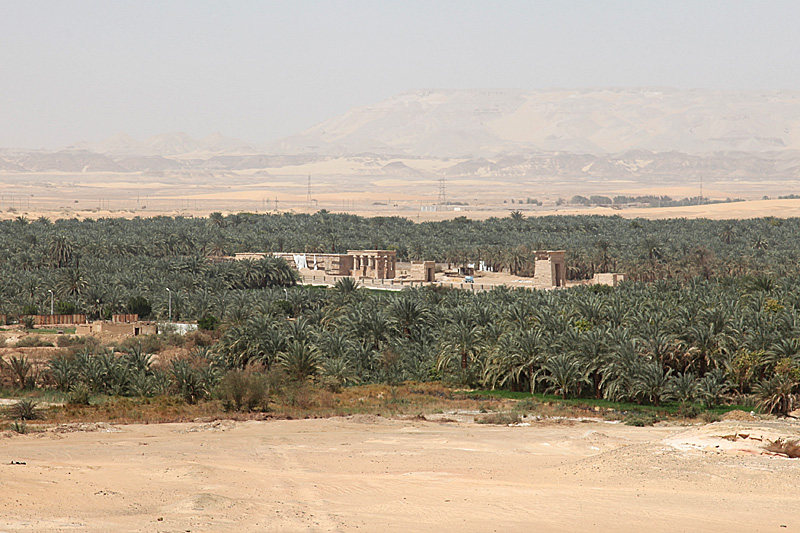
Vue sur l'oasis de Kharga.

Situées à l'ouest de la vallée du Nil, les pistes et les oasis du désert Libyque ont constamment été fréquentées par les Égyptiens de l'Antiquité. Dès l'Ancien Empire, des titres sont liés à la gestion de cette région aride. Sous les IIIe et IVe dynasties, les oasis sont administrées par des nomarques spécialisés dans la gestion territoriale de la Basse-Égypte. En plus de ses fonctions dans le delta, le gouverneur Metjen est aussi âdj-mer semyt « administrateur territorial du désert », kherep nouou « chef des chasseurs » et kherep irtyou-âa « chef des troupes à la frontière libyenne ». Il en va de même pour le gouverneur Pehernefer dont l'un des titres est âj-mer semyt imentyt « administrateur territorial du désert occidental ». Des vestiges comme ceux de Balat (oasis de Dakhla) démontrent qu'un processus de colonisation a entraîné le développement de centres urbains et l'aménagement de nécropoles dont les meilleurs exemples sont les mastabas de Khentika, de Ima-Pépy II et Khentikaou-Pépi (VIe dynastie). Ces fonctionnaires locaux sont dotés d'une titulature spécifique constituée d'une séquence invariable de trois éléments âper ouia imy-irty « amiral », héqa Ouhat « gouverneur de l'Oasis » et imy-er hemou-netjer « directeur des prêtres ». Durant le Moyen Empire, les oasis sont intégrées dans le système administratif central afin de faciliter les contacts avec la vallée nilotique. Les oasis sont gouvernées par des envoyés du roi et les pistes surveillées militairement pour faciliter le commerce. À cette époque, ce qui compte ce n'est pas tant la colonisation des sites que la mise en valeur de leur intérêt stratégique. L’expansion vers la Nubie oblige à contrôler toutes les pistes qui y donnent accès. Des titres communément utilisés dans la vallée sont utilisés dans les oasis tel haty-â « maire ». Sous le Nouvel Empire, la population des oasis semble en diminution et ces territoires ne sont considérés que comme des dépendances agricoles. Le vin et le raisin sont régulièrement exportés vers la vallée, notamment vers Thèbes et Abydos. Parallèlement, la colonisation semble atteindre son apogée et l'occupation militaire confirme la valeur stratégique des oasis ; leur contrôle permet la défense du pays contre les bédouins nomades. À cette époque aussi, les « maires » sont attestés par des inscriptions.

### Nubie

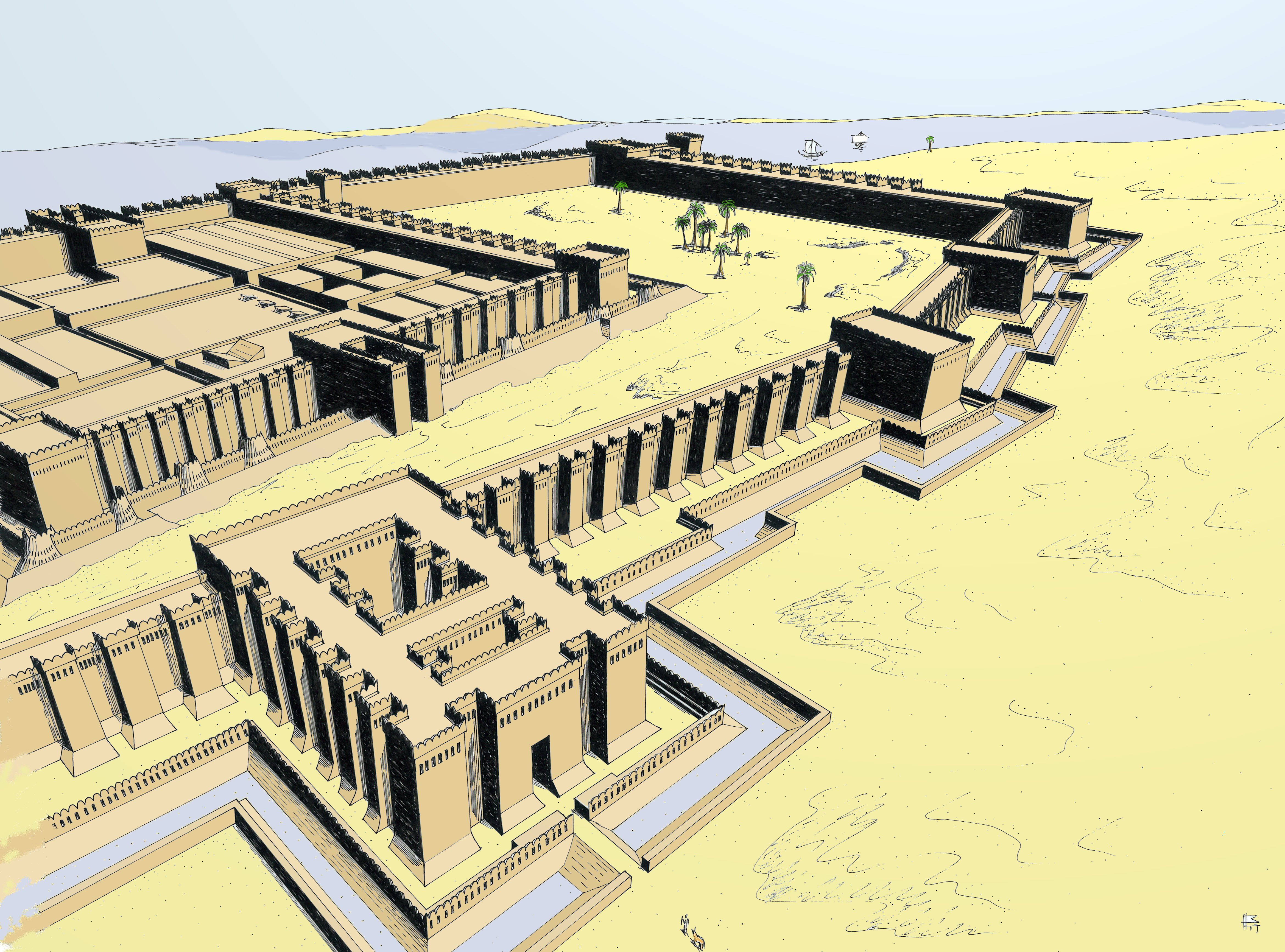
Fort égyptien de Bouhen en Nubie (illustration).

Située au sud de l'Égypte, la Nubie s'étend entre les 1re et 4e cataractes du Nil. Traditionnellement, les Anciens Égyptiens ont divisé cette contrée en deux entités géographiques, le pays de Ouaouat (entre les 1re et 2e cataractes) et le pays de Koush (entre les 2e et 4e cataractes). Dès la Ire dynastie, les pharaons expriment leur intérêt pour la Nubie. La région est riche en ressources minières précieuses, en encens, en huiles, en ivoire et en peaux d'animaux. Dès l'Ancien Empire, le site de Bouhen est un comptoir commercial égyptien. Les récits anciens, tels ceux des expéditions des nomarques Hirkhouf et Pépinakht, montrent que les chefs tribaux nubiens sont soucieux de leur indépendance et qu'il est parfois nécessaire de les contrer par des opérations militaires punitives. Dans les sources, ces derniers sont connus sous la dénomination de heqa khasout « gouverneurs des pays étrangers » d'Irtjet, Ouaouat, Iam et Médja. Durant la VIe dynastie et la Première Période intermédiaire, les chargés d'expéditions portent, entre autres, le titre de imy-er Iaâmou « directeur des auxiliaires nubiens ».
Les premiers souverains du Moyen Empire, sans chercher à conquérir la Nubie, lèvent des tributs sur les chefs locaux et sécurisent les routes commerciales. Sous la XIIe dynastie, le pays de Ouaouat est annexé par l'Égypte. Ce processus d'expansion territoriale s'exprime par l'édification d'une série d’impressionnantes forteresses jusqu'à la 2e cataracte par Sésostris Ier. Le contrôle s'intensifie sous Sésostris III en pénétrant dans le territoire koushite. Cette nouvelle province ne semble pas avoir été placée sous la responsabilité d'un unique fonctionnaire. Néanmoins, un haty-â « maire » dirige la forteresse de Mirgissa tandis que divers officiers militaires prennent en charge d'autres garnisons.
Redevenue indépendante sous la Deuxième Période intermédiaire, la Nubie est à nouveau colonisée durant le Nouvel Empire. À la fin de la XVIIe dynastie, à partir de Kamosé, le représentant de pharaon dans cette zone porte le titre de sa nesou en Kesh « Fils royal de Koush ». Ce titre ne témoigne pas d'une véritable filiation mais du lien de confiance que porte le souverain à son chargé de mission. La traduction par « vice-roi » et ainsi plus appropriée. Sa juridiction est divisée en deux. En amont, on trouve un idenou en Kesh « capitaine de Koush » et en aval un idenou en Ouaouat « capitaine de Ouaouat ».
La charge de vice-roi est maintenue en vigueur jusqu'à l'effondrement du Nouvel Empire et l'abandon de la Nubie par les Égyptiens. Ce retrait entraîne en Nubie la formation progressive d'un pays puissant et unifié, le royaume de Napata. Dès son accession au trône, le roi nubien Piânkhy soumet une grande partie du pays égyptien. Lui et ses successeurs constituent la XXVe dynastie, dite des « pharaons noirs ». Chassés d'Égypte par les Assyriens sous Taharka et Tanoutamon, les rois nubiens continuent néanmoins à régner sur leur territoire durant plusieurs siècles, d'abord depuis Napata ensuite depuis Méroé.

### Proche-Orient

Limites des trois provinces égyptiennes au Proche-Orient durant le Nouvel Empire.

À la fin du Moyen Empire, après une période de migrations sémitiques vers l'Égypte, l'autorité politique de la XIIIe dynastie s'affaiblit et le delta du Nil se fragmente en une multitude de petits royaumes. Durant plus d'un siècle, les rois sémites d'Avaris forment la XVe dynastie dite des Hyksôs, en égyptien heka khasout, littéralement « chefs des pays étrangers ». Vainqueur de ces rois, le pharaon Ahmôsis Ier fonde le Nouvel Empire. Il s'ensuit une période d'expansion où la région côtière du Rétjénou (Syrie-Palestine) se voit dominée par les Égyptiens. Pour des pharaons comme Thoutmôsis Ier, Thoutmôsis III, Amenhotep III, Horemheb, Ramsès II, la guerre et la diplomatie ont été des moyens politiques pour assurer la sauvegarde de la stabilité régionale. L'un des enjeux, face au Mitanni et au Hatti, est le contrôle des routes commerciales, notamment celle de l'étain, métal indispensable à la fabrication du bronze. Durant cette période, des villes comme Gaza, Joppé, Tyr, Sidon, Byblos sont les vassales du pays nilotique. Les Lettres d'Amarna, archives de la diplomatie égyptienne sous Akhenaton, livrent une vision détaillée de la scène politique proche-orientale au XIVe siècle. À cette époque, la zone est divisée en trois provinces, chacune soumise à un fonctionnaire égyptien, probablement toujours un militaire. Le premier est stationné à Gaza afin de contrôler le pays de Canaan et la côte phénicienne, peut-être jusqu'à Beyrouth. Le deuxième réside à Sumur et se voit responsable de la province d'Amurru dont les frontières exactes restent mal connues ; de Byblos au sud d'Ougarit et, à l'intérieur des terres, jusqu'au fleuve Oronte. Le troisième réside à Kumidu afin de surveiller la province de Apu qui s'étend de Qadech au nord à Hazor au sud et jusqu'à Damas. La XXe dynastie voit le déclin de l'autorité royale et le Proche-Orient se dégage peu à peu de la domination égyptienne. Cette perte d'influence est illustrée par l’Histoire d'Ounamon où un envoyé égyptien vers Byblos subit une succession d'humiliations. Dans une Égypte morcelée entre dynasties concurrentes, les relations commerciales avec ses voisins proche-orientaux demeurent cruciales. Aussi, des pharaons comme Sheshonq Ier, Nékao II et Apriès entreprennent des campagnes militaires en Palestine. Le pouvoir égyptien est cependant trop faible pour maintenir durablement l'indépendance égyptienne. Aussi, à son tour et à deux reprises, l'Égypte devient une province d'empires orientaux plus puissants (XXVIIe et XXXIe dynasties).

## Économie

### Principes généraux

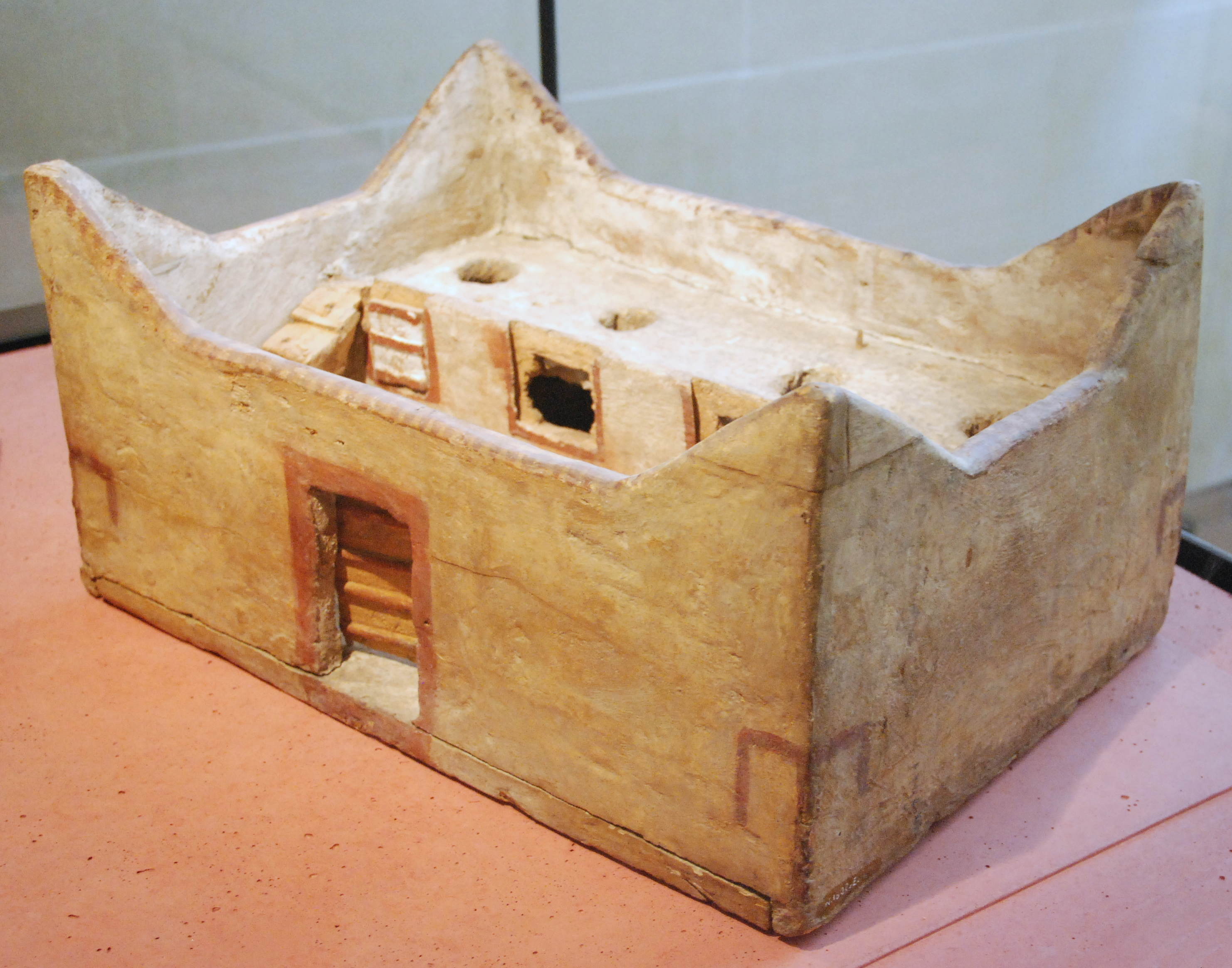
Grenier égyptien (maquette funéraire) - Moyen Empire - Musée du Louvre.

Garant de la fertilité des champs et instigateur du bien-être général, le pharaon est l'unique propriétaire du sol égyptien. Dès Narmer, l'arpentage et la répartition des terres font partie des attributions pharaoniques. Le roi créé des domaines puis confie leur administration aux temples et aux hauts fonctionnaires. Ainsi, dès les origines, une très nette distinction existe entre la propriété (prérogative régalienne) et le droit d'en percevoir les taxes car les bénéficiaires des revenus agricoles sont libres de céder leurs droits par démembrements successifs. De plus, par le système des tenures, le pharaon peut accorder des lots à ses fidèles moyennant le versement d'une rente. Ces tenures sont cessibles et transmissibles. Une place importante revient aux initiatives privées car l'exploitation des terres peut être confiée à des gérants, louée ou mise en culture par un agriculteur moyennant salaire ou une tenure moins étendue. L'administration pharaonique collecte une grande partie du surplus agricole puis l'affecte aux différents besoins des institutions et des particuliers (offrandes, rations, salaires). Encadrée par les temples, eux-mêmes surveillés par l'administration monarchique, la production céréalière s'inscrit dans un système de taxation très élaboré basé sur le revenu net des domaines et sur le revenu des rentes et redevances des particuliers. Les travaux agricoles et les projets de construction (pyramides, temples) nécessitant une main d'œuvre abondante, le pharaon se la procure par des prises de guerre (prisonniers étrangers) et surtout par la mise en place de réquisitions (temps de corvées, prélèvements en nature) sur la population rurale. Dès l'Ancien Empire, ces travaux collectifs sont contrôlés par le « Directeur des champs » et le « Directeur de tous les travaux du roi ». Dans ce cadre étatique, les échanges entre particuliers trouvent une large place (vente de bétail, de vêtement, de maison, de temps de travail, etc.). En l'absence de monnaie fiduciaire, ces échanges se font sur la base du troc (isou « contrepartie, prestation ») ou sur la base d'un système d'équivalence (unité de compte) où des poids de métal, de céréales ou de vêtements servent d'étalon de référence. En période de manque, l'État pharaonique intervient pour réguler la spéculation en procédant à des distributions prélevées sur les réserves annuelles.

### Temples

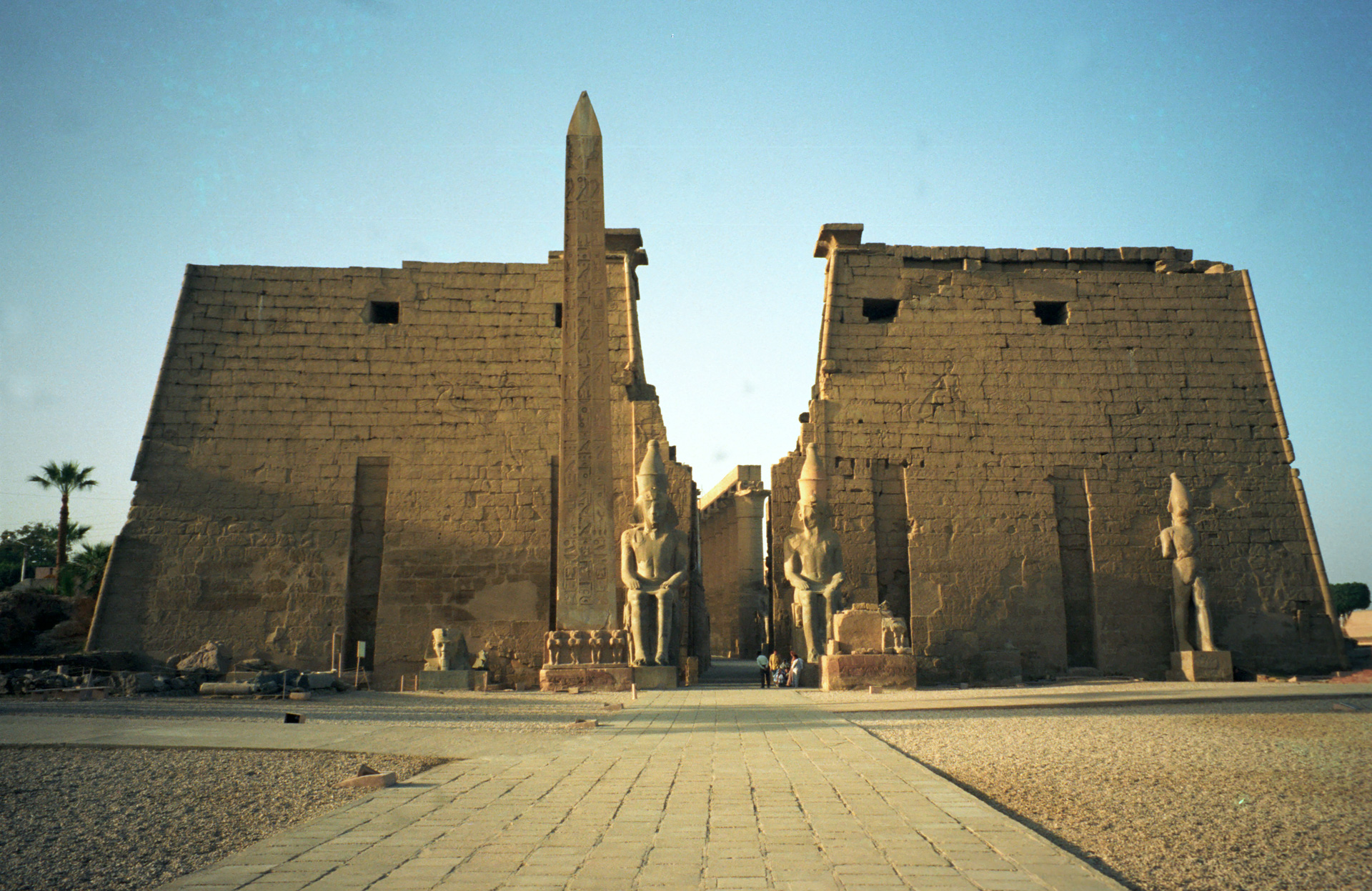
Temple de Louxor.

La ville et le temple doivent être considérés comme un ensemble unique, le temple étant le noyau central de la ville où il se trouve. Avec les notables provinciaux, les prêtres sont les agents locaux de l'encadrement de la population. Durant le Nouvel Empire, les temples constituent de vastes unités économiques. Leurs domaines comprennent des terrains cultivables, des prairies d'élevage, des zones de pêche et de chasse, des ateliers de productions artisanales avec, bien sûr, des droits fiscaux et des exemptions y affairant. Toutes ces activités nécessitent un grand nombre de personnels (paysans, artisans, fonctionnaires) ainsi que de vastes espaces de stockage. Les temples constituent ainsi d'importants rouages dans l'organisation des récoltes et dans la distribution des surplus céréaliers. Cela vaut aussi pour une très large variété de produits alimentaires et manufacturés. Pour exemple, il a été estimé que les greniers céréaliers du Ramesséum, le temple funéraire de Ramsès II dans la nécropole thébaine, avait une capacité de stockage pour subvenir aux besoins de quelque 3 400 familles soit 17 000 à 20 000 personnes. D'après le Papyrus Harris, en 31 ans de règne, le seul Ramsès III a concédé à une trentaine de temples 15 % du sol cultivable, 107 615 personnes, 490 386 têtes de bétail, 88 bateaux, etc. La majeure partie des forces de productions revient cependant à son temple funéraire avec un effectif de 62 626 personnes. La région de Thèbes est donc, de loin, la première bénéficiaire du souverain. D'après le Papyrus Wilbour, un registre cadastral daté de Ramsès V, il apparaît que les temples ont agi à la manière des actuelles chambres de compensation en contrôlant des domaines agricoles liés en un vaste et complexe réseau de droits d'usage. Ce réseau incluait le Domaine royal. Cependant, sa mise en culture et les revenus d'usufruit étaient tenus par un nombre étonnamment large de personnes : prêtres, scribes, militaires, depuis le vizir au plus modeste cultivateur. Pour le temple, cette administration de rentes et de créances agricoles s'ajoutait à celles de ses propres actifs, voire à celles d'autres temples en cas de location, ajoutant par-là de la complexité au système.

### Propriété privée

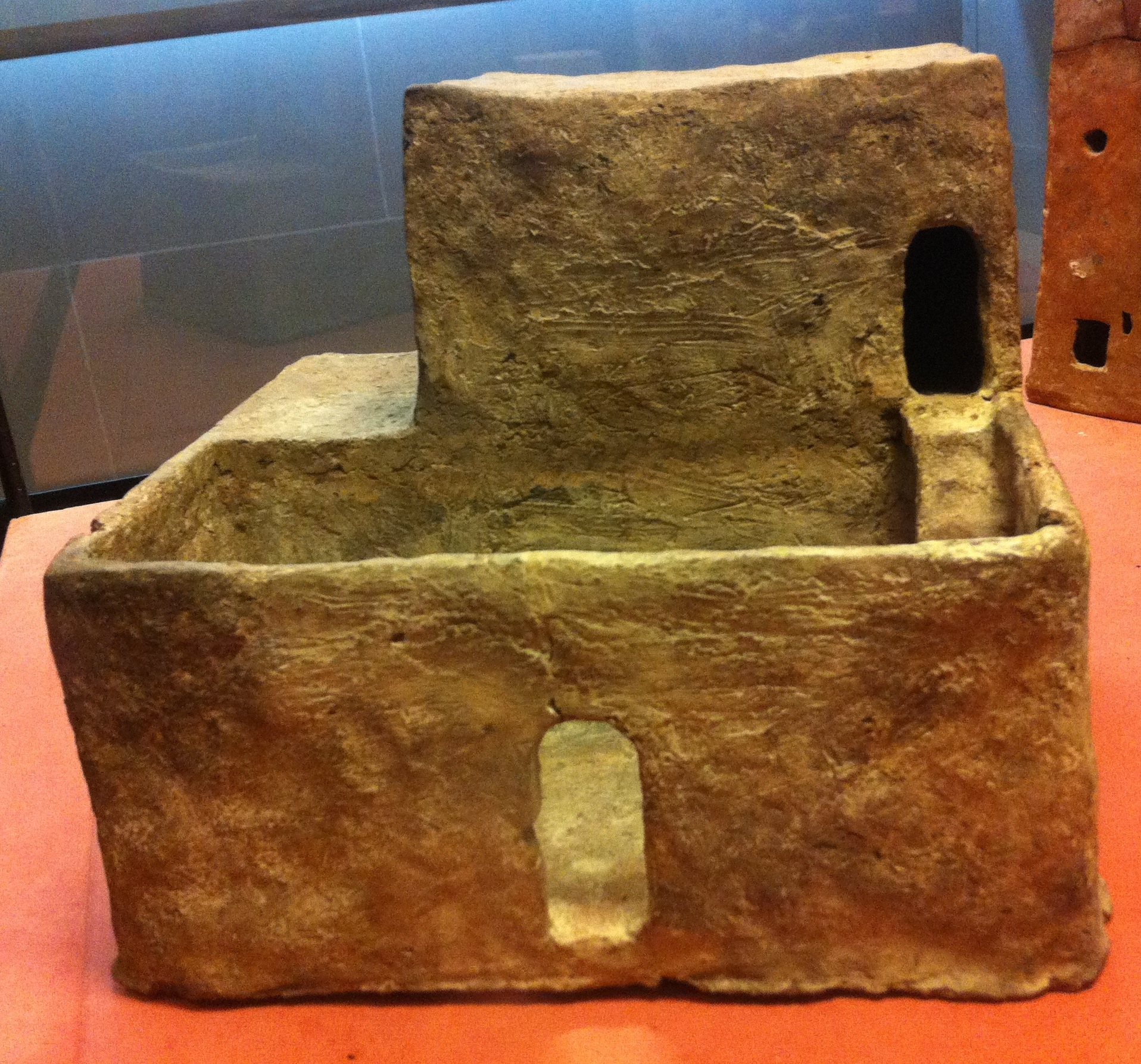
Maison égyptienne (maquette en argile) - Moyen Empire - Musée du Louvre.

D'une manière générale, les ventes de biens entre particuliers sont assez peu documentées. Jusqu'à la Basse époque, l'écrit est exceptionnel car les échanges se font verbalement avec la garantie d'un serment. Déjà sous l'Ancien Empire, les scènes des mastabas montrent que le troc d'objets se pratique au sein des domaines ; par exemple un vase contre des légumes. Pour les objets immobiliers de peu d'importance (maisonnette, parcelle, jardinet, porte tombale) l'écrit sur papyrus semble obligatoire et le prix de vente est fixé par rapport à une unité pondérable (anneaux, lingots d'or ou de bronze), le shâty puis le deben. Dans le cas pouvant se montrer litigieux, l'inscription sur pierre près du bien mis en vente répond à un besoin de publicité. Selon la coutume, la vente a des effets immédiats de part et d'autre des deux cocontractants. Ce genre de contrat se caractérise par une terminologie qui lui est propre : in er isou « amener contre compensation » d'où « acheter ». Les valeurs de solidarité étant essentielles, les moyens de productions comme les animaux, les champs ou les services sont exclus de la vente. La documentation du Moyen Empire fait apparaître les premières cessions d'offices entre fonctionnaires et les premières ventes de services. Dans un contexte de grandes migrations, des travailleurs cananéens se mettent au service des villes égyptiennes et par l'entremise du « bureau de la main-d'œuvre » sont affectés au service domestique d'un fonctionnaire. Chaque transfert de service entre fonctionnaires donne lieu à la perception d'une taxe. Cette pratique se perpétue jusqu'au Ve siècle Le Nouvel Empire a laissé nombre de contrats de vente très succincts inscrits sur des tessons de poterie ou des éclats de pierre. L'objet de vente n'est plus seulement immobilier comme auparavant. Des échanges rémunérés portent aussi sur des biens de production (champs, bovidés, temps de travail). Rappel de son oralité, le contrat est rédigé sous la forme d'un dialogue rapportant la conclusion d'une affaire entre particuliers. Il est détenu par l'acheteur et un procès-verbal est conservé dans les archives publiques. À partir de cette époque, le langage contractuel et notarial se complexifie pour devenir plus précis durant la période saïte avec un point culminant sous la XXVIe dynastie, signe d'une prise de conscience juridique sous Psammétique Ier.

« Le fondé de pouvoir Serefka, dit : J'ai acheté cette maison au scribe Tjenti. J'ai donné pour elle dix shâtis ; ce fut scellé au bureau d'enregistrement devant le conseil de la ville de Koufou-Akhet et devant de nombreux témoins de Tjenti, membre de la phylè de Kaemipou. (...) Il dit : Que vive le roi ! Je ferai en sorte que le droit soit accompli, que tu sois satisfait à ce sujet et qu'il advienne tout ce qui fait partie de cette maison, car tu as déjà effectué ces paiements en échéance. »

— Contrat de vente passé sous l'Ancien Empire. Traduction de Bernadette Menu.

### Domaines cultuels

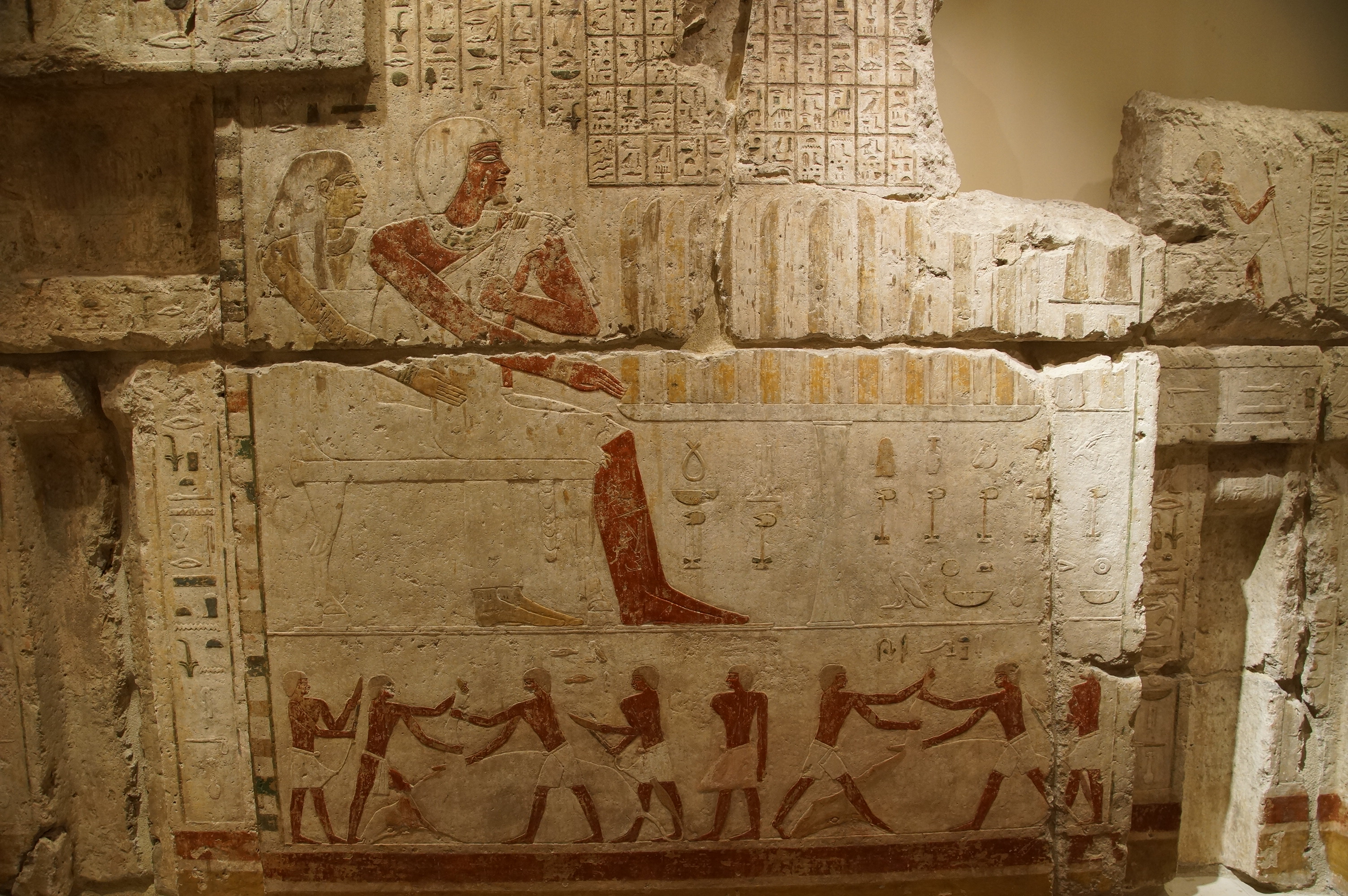
Les défunts Seshemnefer et Hetepheres devant leur table d'offrandes - Université de Tübingen.

Les domaines cultuels sont des ensembles fonciers affectés à un culte. Il s'agit de l'affectation permanente de revenus agricoles à un but précis dépassant les simples préoccupations terrestres comme le financement d'un culte divin (temple), d'un culte funéraire royal (pyramide, temple des millions d'années) ou d'un culte funéraire privé. L'ensemble domanial est destiné à assurer le bien-être d'un dieu ou d'un défunt. Comme le patrimoine d'un individu vivant, le domaine cultuel obéit à des règles administratives. Le ou les gérants sont les représentants d'une institution (temple) ou d'un défunt et ils agissent dans son intérêt en tant que mandataire. Pour cela, ils reçoivent une rémunération sous la forme d'une partie des revenus produits par le domaine. Concrètement, sous l'Ancien Empire, le pharaon affecte à une pyramide, ou un notable à une tombe (hat ou is-djet), pour lui-même ou pour un membre de sa famille, un domaine privé (djet), des terres avec des cultivateurs, afin de financer les offrandes rituelles, à l'attention du Ka (énergie vitale) du bénéficiaire de la dotation. Selon le rang social du défunt, un prêtre ou un groupe de prêtres assurent le culte et l'administration de l'ensemble domanial. Ces desservants sont investis de l'autorité (sekhem) déléguée par le bénéficiaire. Leur mandat est cependant strictement encadré par des dispositions légales. Les mandataires peuvent transmettre leur charge et la rémunération y affairant à qui bon leur semble (à un fils par legs). Ils ne peuvent cependant pas transférer à un autre défunt la propriété du domaine. En cas de litige, le différend est examiné par un juge (serou) comme tout autre litige entre particuliers. Dans le cas d'un temple, les terres qui assurent son fonctionnement appartiennent donc, non pas à son clergé, mais au dieu qui y réside.

## Justice

### Législation

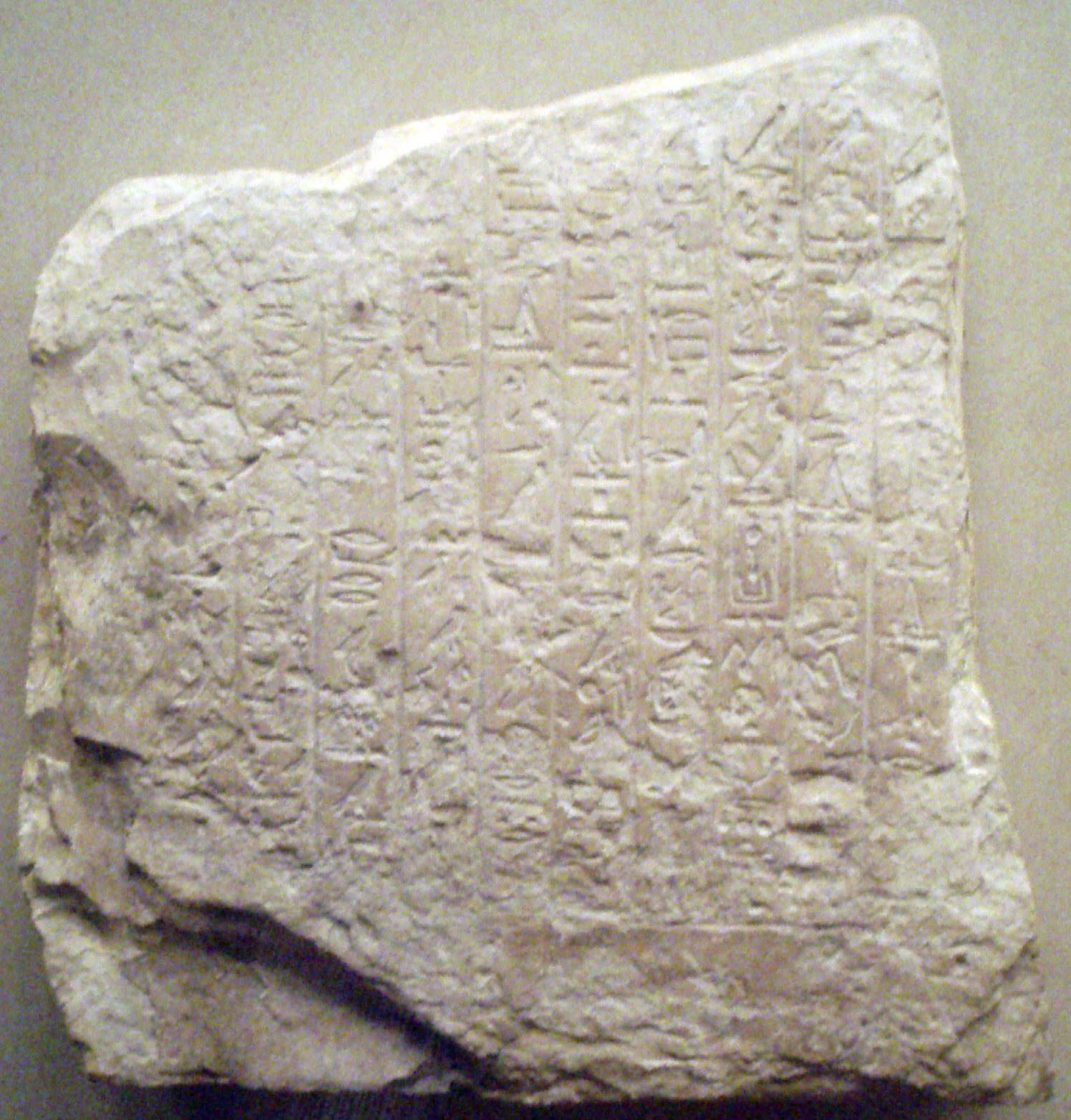
Fragment d'un décret d'exonération fiscale en faveur du temple de Min accordé par Pépi II - - Metropolitan Museum of Art.

À toutes les époques, le pharaon est le seul législateur. Promulguer de bonnes lois est l'un des principaux devoirs monarchiques. Le terme hepou « lois » apparaît dans nombre de textes faisant référence à l'action législatrice des souverains. Ces lois sont en rapport avec l'organisation de l'administration du royaume, avec la gestion des ressources économiques, sur la réglementation du travail, sur la fiscalité et sur le droit. Dans l'état actuel de nos connaissances, il ne semble pas avoir existé de recueil de lois ou codification semblable aux pratiques mésopotamiennes tels les codes de Ur-Nammu et Hammurabi. Le pharaon Horemheb (fin de la XVIIIe dynastie) fait cependant mention à une sorte de journal officiel où son enregistré quotidiennement les nouvelles lois qu'il édicte : « J'ai placé devant eux (les juges) les comptes, et les lois dans leur registre journalier ». Un semblable document n'a pas encore été découvert par l'archéologie mais la rédaction de journaux similaires dans d'autres secteurs de l'administration rend son existence des plus certaine. Un autre terme est très souvent utilisé dans le contexte législatif : oudj nesou « décret » ou, plus littéralement, « ordre royal ». Ces décrets recouvrent un large spectre d'édits : nominations de fonctionnaires, promotion ou destitution, avis de récompense, ordres de mission, faveurs, exemptions fiscales, etc. En fin de compte, ces décrets recouvrent toutes les décisions ou paroles émises par le pharaon. La plupart des décrets connus figurent gravés sur des stèles commémoratives. Ces textes, sont des affichages de la volonté royale pour le lieu où elle est censée s'exercer (temple, chapelle funéraire, tombeau). Plusieurs décrets sur papyrus ont toutefois été révélés à Abousir dans les vestiges du complexe funéraire de Néferefrê (VIe dynastie).

### Tribunaux

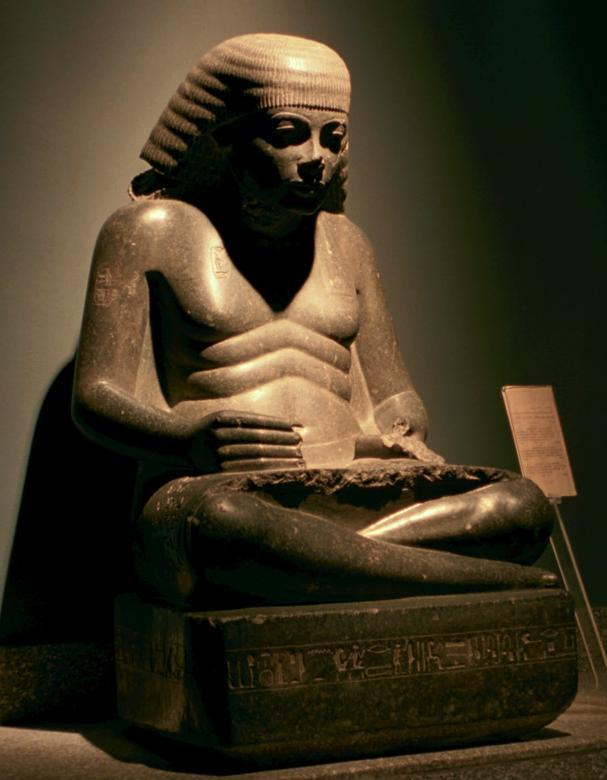
Statue de Amenhotep fils de Hapou - XVIIIe dynastie - Musée de Louxor.

L'Égypte a incontestablement connu une législation cohérente entre le milieu du IIIe millénaire av. J.-C. et le milieu du Ier millénaire av. J.-C. Cette législation n'est pas restée figée car des témoignages confirment l'intervention de pharaons réformateurs. Diodore de Sicile en nomme six dans sa  Bibliothèque historique (Livre I, 94-95) mais les sources égyptiennes nous en font connaître d'autres encore. Dès les premiers documents conservés (vers le règne de Snéfrou sous la IVe dynastie), le premier souci est de protéger l'individu (homme ou femme) et de garantir ses droits vis-à-vis d'autrui. Une disposition fondamentale du droit est le recours au serment. Les formulations sont variées, les unes se réfèrent à un ou plusieurs dieux, d'autres au pharaon. Le serment cautionne la validité d'un fait passé ou présent mais peut aussi engager l'avenir. L'affirmation solennelle se fait devant plusieurs témoins, ce qui est une autre caractéristique du droit égyptien. Les divorces et les héritages suscitent de nombreux litiges et font l'objet de procédures judiciaires. Dès l'Ancien Empire, des tribunaux rendent la justice à des niveaux distincts. Pour cette époque, sont attestées les « Grandes Cours ». Leurs localisations demeurent inconnues. Elles sont présidées par des directeurs qui, habituellement, ne sont pas des hauts-fonctionnaires. Ils portent des titres variés comme medou rekhyt « bâton du peuple », ioun kenemout « ? », ny neset khentet « celui qui occupe une place prééminente », hem-netjer maât « prêtre de Maât », hery-tep nesou « sous-ordre du roi », sab âdj-mer « magistrat, administrateur », etc. Au Nouvel Empire, d'après la Stèle du Décret d'Horemheb, les tribunaux civils locaux sont du ressort des maires et ne sont pas constitués de magistrats professionnels mais des jurés choisis pour la circonstance. Les prêtres ont exercé la fonction de magistrat à toutes les époques et des tribunaux siègent dans l'enceinte des temples.

## Fiscalité

### Produits agricoles

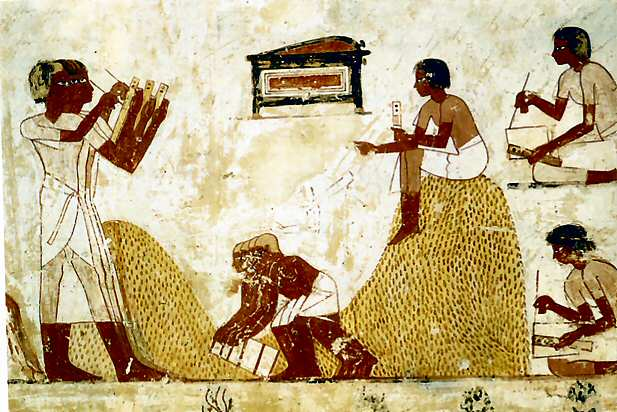
Des scribes enregistrent l'état de la récolte. Scène murale du Tombeau de Menna - XVIIIe dynastie.

Comme dans les autres sociétés pré-monétaires, l'Égypte pharaonique fonde sa fiscalité sur le prélèvement de produits agricoles non périssables, facilement échangeables et transportables. Cependant le volume considérable des produits collectés impose la décentralisation des impôts ce qui revient à dire que la plus grande partie des revenus de l'État est disponible sur place, en province, dans un vaste réseau de dépôts et de domaines. La plupart des documents fiscaux découverts datent du Nouvel Empire et des périodes historiques suivantes. Auparavant les sources sont indirectes. Les plus anciens renseignements sont donc, paradoxalement, des décrets d'exemptions fiscales, le plus ancien étant daté du règne de Chepseskaf (IVe dynastie). L'ensemble de la documentation révèle deux formes de contributions. La première est physique, la corvée désignée par les termes égyptiens de kat « travail » et de  sebi « déplacement » (sur terre ou sur les eaux). La seconde contribution est matérielle ; le medjed « impôt » auxquels les temples divins et les fondations funéraires peuvent échapper par des dérogations édictées par le souverain. La variété des produits agricoles soumis à l'impôt est suggérée par les décrets royaux : céréales, bétail, volailles, miel, pains, gâteaux, tissus, etc. Les deux principaux bénéficiaires de ces contributions sont la Résidence et le Domaine royal. Dès la Période thinite, les pharaons prennent très au sérieux les questions fiscales. Pour connaître précisément leur patrimoine, des recensements annuels ou bisannuels sont ordonnés. Sous la IIe dynastie, Ninetjer fait compter le bétail puis, sous la IIIe dynastie, Nebka recense l'or et les terres cultivées. Daté de la XXe dynastie, le Papyrus Wilbour est un document fiscal considérable. Il recense les biens des temples sur près d'un tiers du pays, en Moyenne-Égypte. D'une manière générale, le montant des impôts en nature est déterminé d'après plusieurs critères. La hauteur de la crue du Nil gage de bonnes récoltes, la superficie des terres cultivées et leur catégorie de qualité. Chaque année, après le bouleversement des champs par les eaux de la crue, le bornage des parcelles est vérifié par des opérations d'arpentage pour éviter les litiges. Cette administration est placée sous les ordres du sesh en tjema « scribe du cadastre ». Localement, un djadjat net tjema « conseil du cadastre » et un imy-er âhout « directeur des champs » sont compétent pour régler les litiges. Sous les Ramessides, le scribe du cadastre agit aussi en tant que percepteur. L'impôt consiste donc à verser une partie de la récolte et du cheptel. Ce revenu sert à payer les salaires des fonctionnaires ; le même terme heterou servant à désigner la contribution fiscale des uns et la rémunération des autres.

### Nature des terrains cultivables

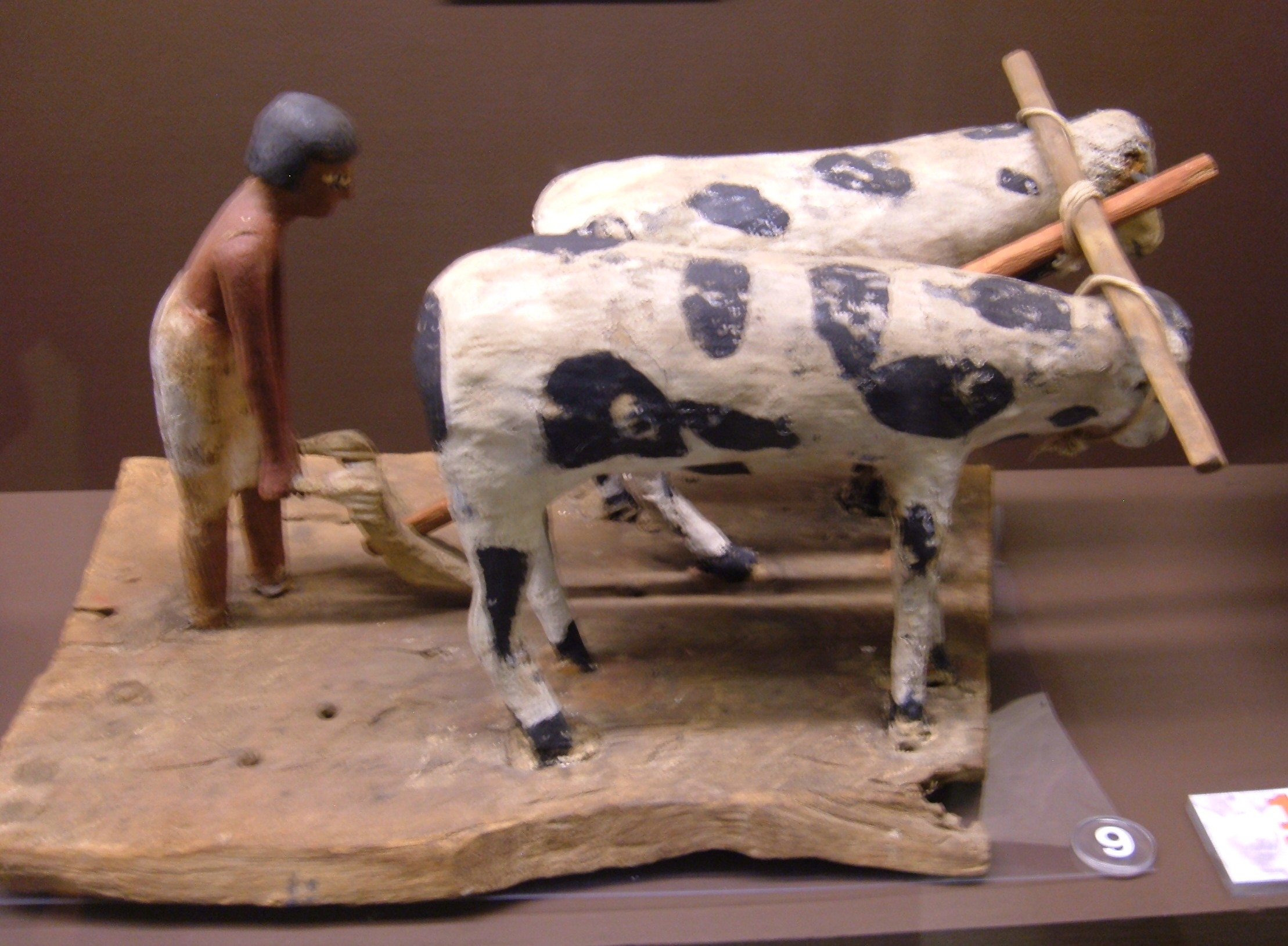
Paysan labourant un champ (maquette funéraire) - - Rosicrucian Egyptian Museum.

En Égypte, la fertilité d'une parcelle cultivable dépend de sa localisation par rapport au fleuve. Les terres bien irriguées ont, naturellement, un rendement meilleur que celles qui ont un apport en eaux moindre. En matière fiscale, ce fait a été pris en compte pour établir une imposition juste et équitable. Le Papyrus Wilbour (période ramesside) fait la distinction entre les trois sortes de terrains, teni, nekheb et qâyt. Les qâyt « terres hautes » sont les terres arables ordinaires. Elles constituent la majeure partie des terres cultivables du pays nilotique. Elles sont imposées sur la base d'un revenu de cinq sacs de céréales par aroure (une superficie d'environ 2 735 m2). Les nekheb « terres nouvelles » sont les terrains nouvellement défrichés, mis en culture ou irrigués. Bien plus fertile, cette catégorie de champs est imposée sur la base de dix sacs par aroure. Les teni sont les « terres épuisées ». Elles sont imposées à hauteur de sept sacs et demi par aroure. Paradoxalement un sol considéré comme épuisé doit fournir un revenu fiscal supérieur à une terre ordinaire. Selon l'égyptologue Alan Henderson Gardiner, il s'agit d'une terre en jachère, c'est-à-dire mise au repos et sans culture et qui, par conséquent, est en friche. Ces terrains, s'ils ne fournissent pas de grains, procurent malgré tout des produits recherchés, tels l'herbe à fourrage, l'alfa (Stipa tenacissima) pour la sparterie (fabrication de cordages, paniers, couffins, etc.) et les arbustes-shetâou, des broussailles servant de combustible. Au Nouvel Empire, du moins tel que le montre le Papyrus Wilbour, cette dernière catégorie de terrains est assez rare d'où une assiette d'imposition plus élevée. À la Basse époque, la situation est tout autre. Les arbustes-setâou prolifèrent et un fonctionnaire mer setâou a pour tâche de les contrôler. La valeur des terrains-teni est alors moindre à l'achat.

### Corvée
Dès les périodes les plus reculées, l'État pharaonique mobilise le travail des paysans pour des travaux divers comme la construction de temples ou de pyramides mais aussi pour la mise en culture des terres de la Couronne. Ces installations agricoles sont connues sous diverses dénominations : hout, hout-âat, sounou, nout-maout à l'Ancien Empire, kheneret « Dépôt » au Moyen Empire. Localement, certains types de champs (kha-ta) sont cultivés par les paysans pour le compte de leur souverain. Le choix des produits cultivés revient à l'État et chaque village est contraint de fournir, après recensement, un contingent de travailleurs. D'après de nombreux documents, il est habituel pour le pharaon d'octroyer à un dignitaire des terres avec du personnel corvéable (hem-nesout « serf du roi ») et du bétail pour rémunérer ses services ou pour le récompenser. À contrario, si un fonctionnaire contrevient aux ordres, le pharaon peut lui confisquer ses champs et ses paysans. En aucun cas, ces travailleurs enrôlés sont considérés comme des biens patrimoniaux même s'ils sont considérés comme faisant partie de la maisonnée du bénéficiaire auquel ils sont octroyés. Des travailleurs peuvent aussi être assignés pour cultiver les domaines des temples. Lorsqu'un terrain est concédé à un temple, il est divisé en parcelles et des travailleurs (meret, nesoutyou), issus des villages voisins, se doivent de les cultiver. La gestion de ces domaines incombe à un conseil (djadjat) composé de fonctionnaires (serou) et de maires (heqa niout, haty-â) tenus de fournir la main-d'œuvre. Selon un papyrus des Archives de Kahoun, le labourage des terres est confié à des conscrits (hésébou), chacun s'occupant d'une superficie de onze aroures.

### Tributs

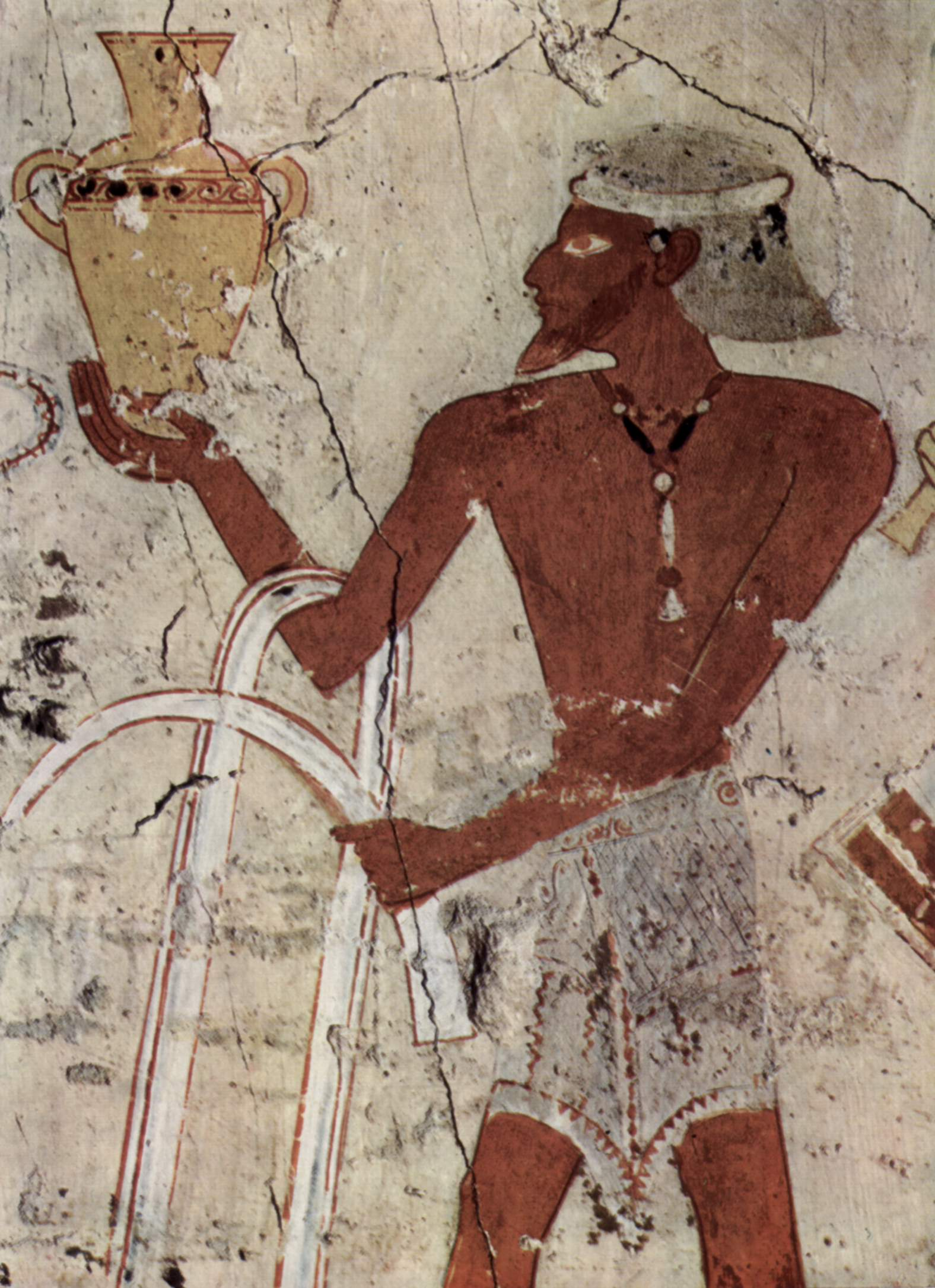
Porteur de tribut sémite - tombe de Menkheperrêseneb - XVIIIe dynastie.

Durant le Nouvel Empire, les Égyptiens captent une grande partie des richesses économiques du Rétjénou (Syrie-Palestine) en levant des tributs sur ses cités-états vassales. Dans les textes, cinq termes différents sont utilisés par les scribes pour désigner ces revenus. Le kefta est le « butin de guerre ». La prise d'une ville est suivie par son pillage et par la confiscation des biens de son prince. Ceux-ci inclus ses femmes, ses enfants, ses serviteurs, sa garde-robe, son or, son argent, ses meubles luxueux, ses chevaux, ses chars et ses armes. Le butin haq est le résultat du pillage des villes et garnisons rebelles qui ont refusé de se rendre. Le pharaon se réserve une partie du butin et le reste revient à son armée. Le heter est une contribution annuelle versée par les cités vassales. À cette contribution s'ajoute la redevance bakou qui est un prélèvement perçu sur la production agricole. Le terme inou est celui qui revient le plus fréquemment dans les textes. Il s'agit d'une source de revenus destinée uniquement à pharaon. Elle lui sert à entretenir sont train de vie personnel et de ses épouses, à récompenser ses courtisans et à honorer les dieux par des gratifications aux temples car, selon le mode de pensée égyptien, toute victoire des armées est un don divin qui mérite remerciements. Ce revenu est versé directement à pharaon par tout chef étranger qui accepte sa supériorité hiérarchique. Ce versement est obligatoire pour tous les vaincus mais peut aussi être librement consenti comme dans le cas des dons diplomatiques. Pour les chefs du Rétjénou, le versement du inou est contraignant et annuel (heter). Son assiette est fixée par l'administration égyptienne après inventaire des ressources. Une fois réceptionnés, les produits sont acheminés par bateaux vers les ports du delta. Lors d'une cérémonie annuelle, ces produits sont présentés à pharaon lors d'un défilé afin de mettre en avant son rôle de guerrier triomphant. Lors de cette même cérémonie sont aussi présentés les produits issus de la Nubie et du Pount.

## Prêtres

### Fonctions

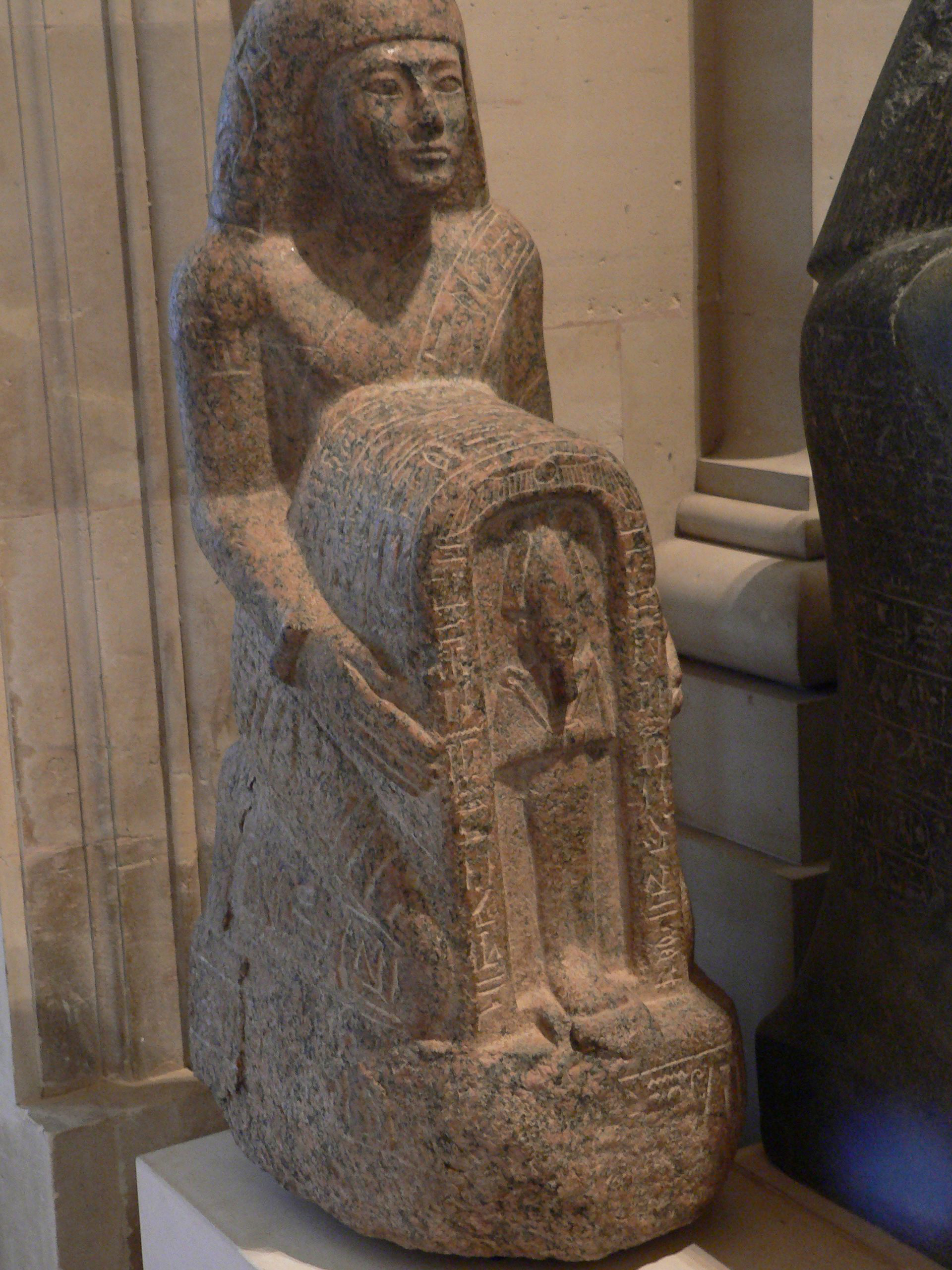
Statue du prêtre Youyou - - Musée du Louvre.

Pour les Anciens Égyptiens, les dieux sont des êtres vivants. Ils sont certes invisibles car retirés dans le Ciel et l'Au-delà mais ils ont les mêmes besoins que les humains. Les prêtres (hem-netjer) sont, littéralement, les « serviteurs du dieu ». Leur rôle consiste à être au service du dieu qui réside dans le temple, immanent dans sa statue. Aussi, le service journalier consiste, à travers les statues, de nourrir les divinités par des offrandes alimentaires, de les vêtir, de faire leur toilette, de les protéger par des rituels d'exécration, de célébrer leurs fêtes calendaires et de commémorer de leurs hauts-faits. Le prêtre n'est donc pas un prédicateur ou un guide spirituel chargé d'endoctriner une assemblée de paroissiens. Selon les mythes, l'univers tout entier est organisé par les dieux. Sans les rites destinés à satisfaire les dieux, l'univers risquerait de retourner au chaos des origines dont il est issu. Le maintien de l'équilibre cosmique est, avant tout, une prérogative du pharaon. Mais, ne pouvant être physiquement présent dans tous les temples, il délègue sa mission religieuse aux prêtres. Le pharaon est cependant symboliquement présent à travers ses statues et les fresques murales le montrant en train d'accomplir les rites. D'une manière temporaire, le souverain peut assurer sa présence lors de visites aux temples en descendant et en remontant le fleuve dans une barque. Il peut aussi se faire représenter par un représentant spécial, tel le trésorier Ikhernofret aux célébrations d'Osiris à Abydos sous Sésostris III. Un autre moyen d'assurer la présence royale est de faire « jouer » le rôle de pharaon à un prêtre lors des rites commémoratifs du couronnement. Le devoir des prêtres est donc de veiller, très scrupuleusement, à l'accomplissement de la liturgie au nom du pharaon. Cette vision théologique est très ancienne et remonte aux premières dynasties, et même aux brumes de la préhistoire quand le chef de village, incarnation à lui tout seul de la vitalité de son clan, était l'unique dépositaire de la vie matérielle de tous ses sujets.

### Organisation en groupes

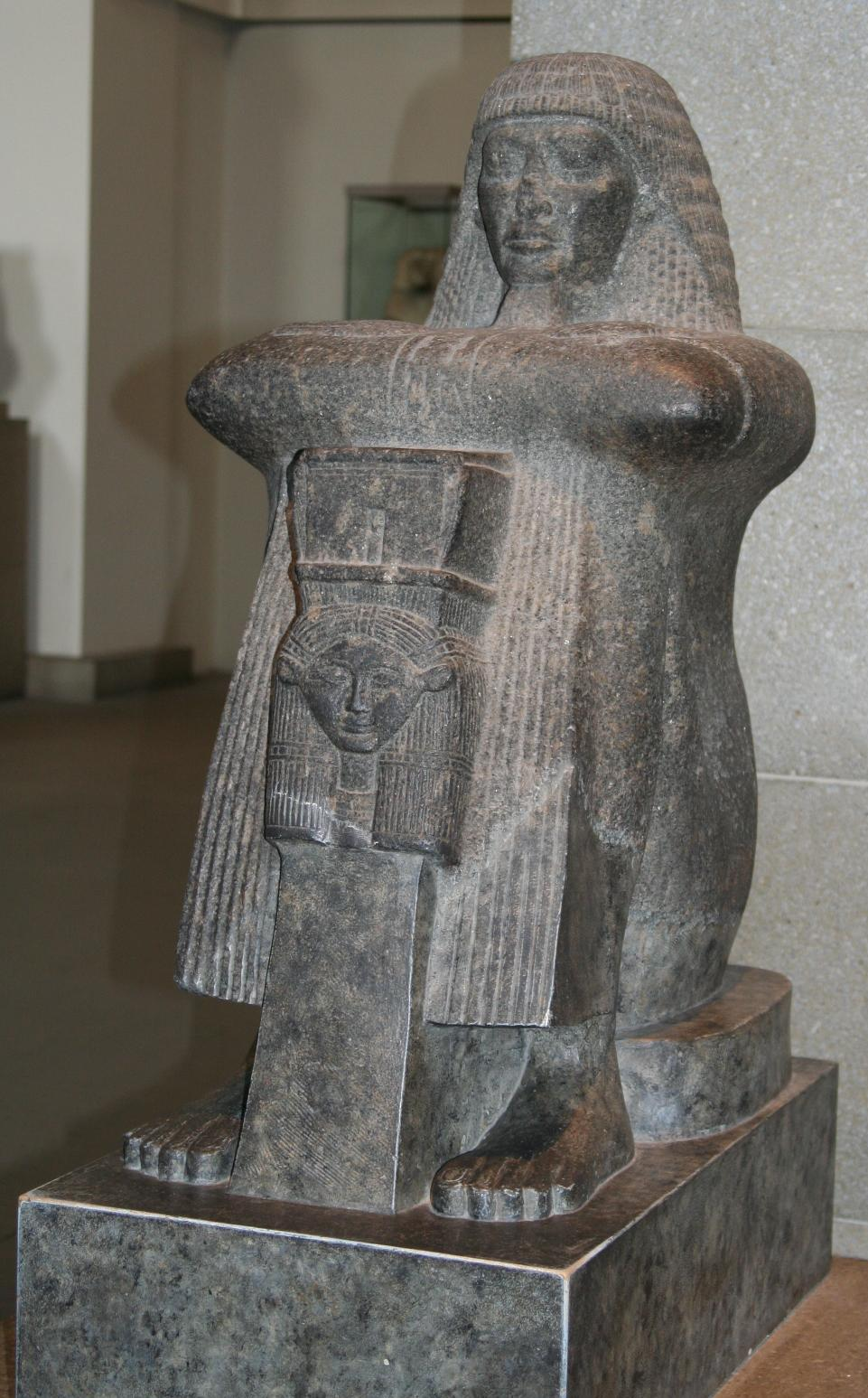
Statue cube de Roma-Roy, grand prêtre d'Amon - - British Museum.

Au sein d'un temple, qu'il soit divin ou funéraire, le culte n'est pas assuré toute l'année par le même personnel. Chaque clergé est réparti en plusieurs groupes, généralement quatre, de compositions identiques qui se succèdent tout au long de l'année ; les « phyles » (sa en égyptien),. Ce même terme peut aussi servir à désigner les groupes de fonctionnaires les plus importants de l'administration. Ces phyles prennent en charge, à tour de rôle, pour la durée d'un mois, le temple, le culte et le matériel. Une phyle retourne donc au temple après un trimestre d'absence. Pendant ce temps, ses membres vaquent à leurs activités profanes, dans les villes et villages au sein de la population égyptienne. Les prêtres ne constituent donc pas une classe sociale à part, en dehors de la société. Un prêtre peut ainsi endosser d'autres responsabilités : scribe, architecte, contrôleur des travaux, directeur, juge, vizir, etc. Certains membres de phyles sont donc, de par leur statut professionnel, des fonctionnaires de haut-rang ou des fils royaux. Ce sont eux qui dirigent les prêtres de rangs inférieurs et le pays en compagnie du pharaon. L'organisation en phyle est mentionnée durant les 3 000 ans d'histoire de l'État pharaonique, de la Période prédynastique à la Période ptolémaïque. Le système des phyles connaît des variations, selon les lieux et les époques, sans doute en fonction des effectifs attribués à chaque sanctuaire. D'après les Archives d'Abousir (Ve dynastie), le culte funéraire au sein d'une pyramide est organisé en cinq phyles, chacune désignée par un nom tels que our « Grand », ta « Caché », ouadj « Vert », nedjès « Petit » ou imy-neferet « Parfait ». Chaque phyle est divisée en deux sections (ou phratrie) qui s'engagent dans des cycles successifs de dix mois tournant : un mois dans un temple, un mois dans un autre et ainsi de suite. Cette rotation n'affecte toutefois un personnel de prêtres secondaires, de scribes et de gardiens employés à titre permanent. Ailleurs, dans le temple funéraire de Mykérinos, chaque phyle fonctionne avec quatre sections et plus encore pour la pyramide de Pépy Ier. Au Moyen Empire, dans la ville-pyramide de Kahoun, les phyles sont d'abord au nombre de quatre, puis de cinq, chacune d'elles assurant son service pour un mois à tour de rôle. Là, les phyles ne portent pas de nom mais un rang d'ordre : la 1re, la 2e, etc. C'est ce système, dans les temples divins, qui perdure jusqu'à la fin de la civilisation. D'après des graffiti inscrits sur des blocs de pierre, ces mêmes phyles prennent en charge le chantier de la construction d'une pyramide, en dirigeant de vastes groupes de travailleurs manuels (en égyptien : aper « équipe »). Ces équipes portent elles aussi des sobriquets qui se maintiennent d'un règne à l'autre.

### Transmission des savoirs

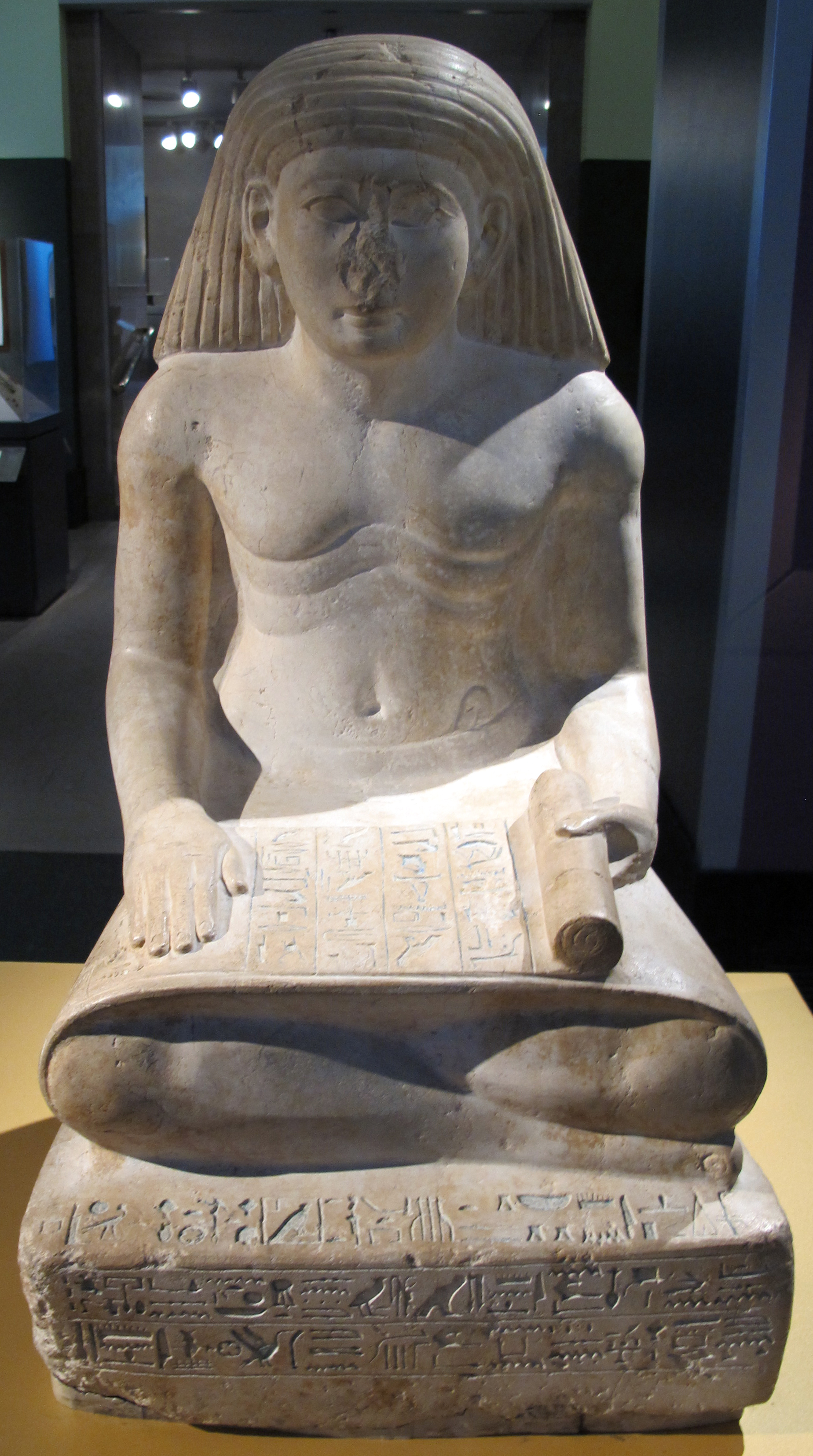
Statue du scribe Amonhotep, fils de Nebiry -XVIIIe dynastie - Brooklyn Museum.

Dans la vie quotidienne, l'apprentissage d'un métier est affaire de famille, le père se chargeant de l'éducation de son fils pour lui transmettre son métier ou sa charge. Sur le plan de la transmission culturelle, les temples sont des lieux de conservation et de transmission du savoir. Ce savoir englobe les domaines de la religion mais aussi de l'astronomie, de la géographie et de la médecine. Pour des raisons religieuses, le souvenir des pharaons du passé est conservé par le moyen des archives et des annales. Chaque temple d'importance dispose de sa « Maison de Vie » (per-ânkh), une sorte d'institution culturelle qui est à la fois une bibliothèque d'ouvrages magico-religieux et un scriptorium. Là, des prêtres rédigent et recopient les textes théologiques et liturgiques. À certaines occasions, ils procèdent aussi à des rites de protection. À partir de modèles sur papyrus, ces mêmes prêtres établissent pour les artisans-graveurs, les inscriptions hiéroglyphiques qui doivent figurer sur les parois des temples, des tombeaux et sur les statues. Selon leur système de pensée cyclique, pour tout problème mineur ou d'importance, les prêtres (et Pharaon en premier), ne cherchent pas des solutions innovantes mais tentent de se référer au passé. Des allusions montrent que les Égyptiens cherchent volontiers des solutions dans les textes anciens conservés dans les scriptorium : « j'entrerai dans la salle des archives, je déroulerai les livres saints, et je me guiderai d'après eux » (Stèle de la famine à Sehel. Cette recherche peut aussi s'exercer dans les nécropoles en consultant les murs des plus anciens tombeaux ainsi que les parchemins magiques conservés auprès des défunts. À partir de la Basse époque, les temples deviennent les seuls conservatoires de la mémoire culturelle du pays. L'apprentissage de l'écriture devient l'affaire des temples. Les prêtres sont alors les seuls autorisés à former les scribes. Pour l'époque romaine (après -30), de nombreux tessons de poterie ont été découverts à l'intérieur de l'enceinte des temples de Karnak et de l'oasis du Fayoum. Ils sont recouverts par des exercices d'écoliers avec des dictées, des exercices de mathématiques, de grammaire, de vocabulaire. Sont aussi copiés des modèles de rapports administratifs et des actes juridiques. De nombreux conseils de bonne conduite sont rappelés par le recopiage de proverbes extraits des Sagesses.

### Médecine

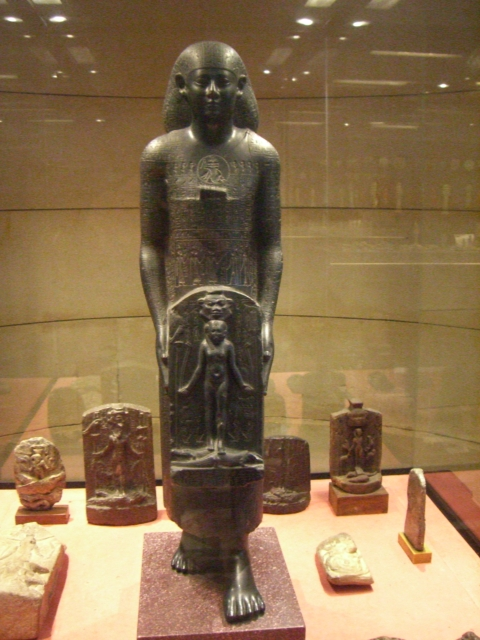
Statue prophylactique d'un prêtre de Bastet - - Musée du Louvre.

Pour les guérisseurs égyptiens (sounou), médecine, religion et magie sont une seule et même science. À leurs yeux, la maladie n'est pas le dysfonctionnement biologique du corps mais une attaque d'un esprit retors (divinité en colère, mort dangereux, voisin ou proche mécontent). Faute de mieux, le titre sacerdotal égyptien hery-tep, « Celui qui est devant », est traduit par notre mot de « magicien ». Cette fonction est souvent précisée par l'expression khery-hebet « celui qui porte le rituel » (prêtre-ritualiste). La médecine est donc une science livresque et les médecins-magiciens sont considérés comme de fins lettrés qui tirent leurs connaissances dans les vieux écrits. Parmi les mauvais esprits les plus redoutés figurent les émissaires de la déesse-lionne Sekhmet envoyés sur les Égyptiens dans ses moments de colère. Pour éloigner cette menace, Pharaon fait appel à la science des prêtres-purs (ouab) dévoués à cette déesse. Parmi les autres dieux très redoutés figure Seth, surtout après le Nouvel Empire. Après avoir diagnostiqué l'origine surnaturelle du mal qui assaille son patient, le praticien s'efforce de le guérir en lui administrant un remède composé de plantes et de substances peu ragoûtantes (poussières, poils, laits, urines d'animaux). Le choix des composants est fonction de leurs qualités magiques, qualités déterminées par leurs origines mythologiques (par exemple, telle plante créée par tel dieu). L'administration du remède s'accompagne d'une mise en situation orale. Le patient est comparé à tel dieu lors d'un événement fâcheux mais heureusement surmonté grâce à la magie d'un dieu plus puissant (généralement l'enfant Horus sauvé de Seth par Isis). Pour sauver son patient, le praticien n'hésite pas à faire peur aux dieux bénéfiques afin qu'ils interviennent auprès du malade. Pour ce faire, le praticien les menace d'enfreindre des tabous ou de ne plus participer aux rites cultuels nécessaires à leurs survies.

## Armée

### Troupes

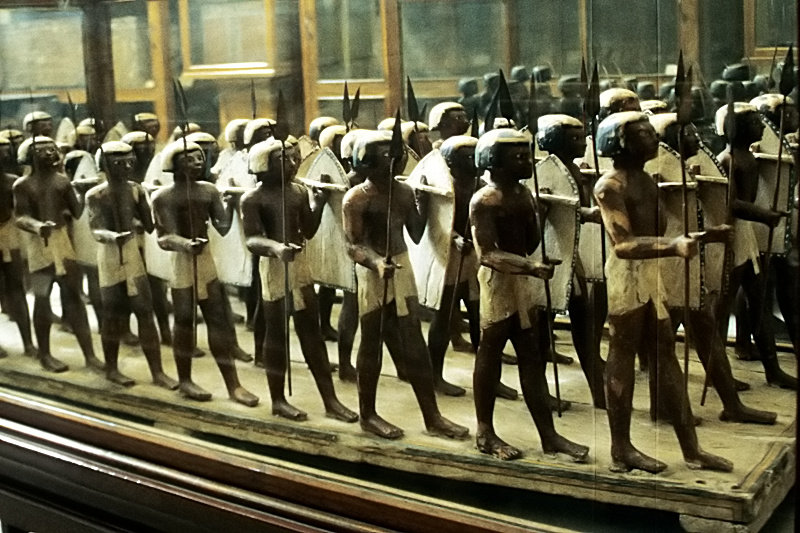
Hommes d'infanterie (maquette funéraire) - Musée égyptien du Caire.

Dès la période thinite, l'armée est placée sous les ordres directs du pharaon. Lors des campagnes militaires, il assume directement le commandement des troupes ou le délègue à ses hommes de confiance. Pépi Ier charge Ouni, son directeur des employés du palais, de procéder à une levée de troupes afin d'annihiler des bédouins. Ramsès II conduit lui-même les opérations lors de la bataille de Qadesh tout en confiant des corps d'armée à son vizir et à plusieurs échansons. Le terme menfat désigne l'infanterie à toutes les époques. Au Nouvel Empire, il devient synonyme du mot meshâ « armée, troupe, soldat », un dérivé du verbe « marcher ». À l'Ancien Empire, sous les ordres du imy-er meshâ « général » sont placés des kherep « commandants », des sehed « lieutenants » et des imy-khet kherep « adjoints aux commandants ». Au Moyen Empire, concernant l'armée, la documentation provient surtout de Nubie que les pharaons tentent d'annexer. Les fantassins sont désignés par l'expression ânkhou nou niout « ceux qui vivent dans la localité » et ils sont commandés par un atjou en niout « chef militaire de localité ». Au Nouvel Empire, une compagnie d'infanterie regroupe deux-cents hommes et est composée de quatre sections de cinquante hommes, le tout sous le commandement d'un tjay seryt « porte-enseigne ». Introduit en Égypte par les hyksôs durant la Deuxième Période intermédiaire, le cheval (sesem) est rarement monté mais attelé par deux à un char à deux roues. À partir de là, la charrerie (te-net-hetri) devient le corps d'excellence de l'armée avec les fonctions de imy-er sesemou « directeur des chevaux », idenou en te-net-hetri « capitaine de la charrerie », kedjen « conducteur de char », etc. À côté de l'armée royale, des milices sont chargées de faire la police dans les nomes et les villes sous les ordres des nomarques et des maires. Elles forment aussi des renforts en cas de guerre. En période de guerre civile, ces milices sont les principales forces des pouvoirs rivaux. Il va de soi, que lors du moindre de ses déplacements dans le pays, le pharaon bénéficie d'une escorte armée.

### Garnisons et intendance

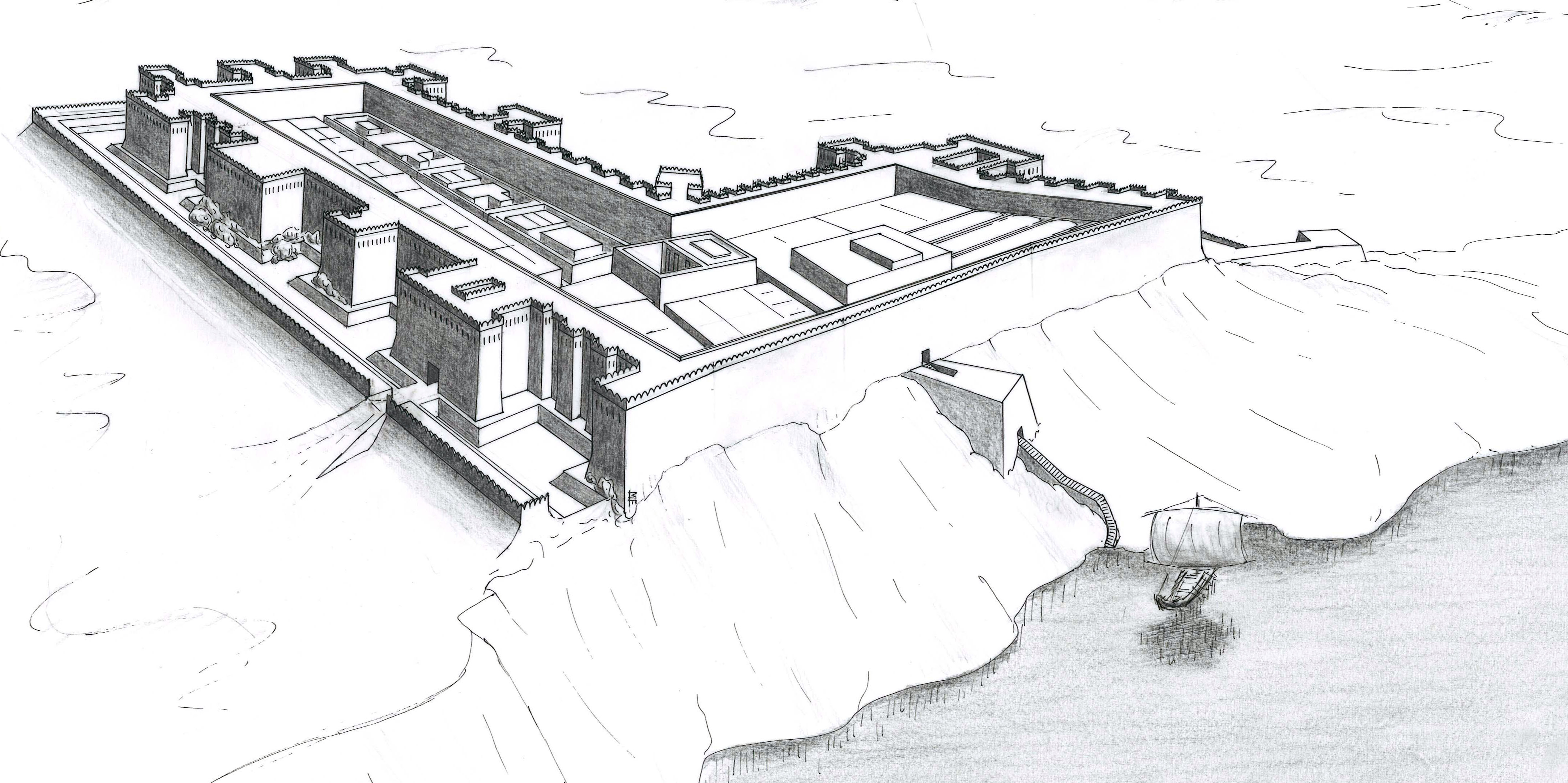
Vue perspective de la forteresse de Semna ouest (Nubie).

Les termes égyptiens de menenou, ithou et rethou sont communément traduit par « forteresses ». Les garnisons et les casernes sont naturellement implantées dans les lieux à risques : aux frontières du pays, en bordure du désert, près des débouchés des pistes caravanières venant des oasis libyques ou des sites miniers des déserts Arabique et Sinaïque. Durant l'Ancien Empire, les responsables d'arsenaux proviennent de l'administration civile et portent le titre de imy-er per âhaou « directeur de l'Arsenal » ou de imy-er perouy âhaou « directeur du Double-Arsenal ». Pour cette époque, l'archéologie à cependant peu révélée de renseignements concrets. Tel n'est pas le cas au Moyen Empire où les pharaons ont multiplié les forteresses dans le delta oriental et en Nubie. Ce sont ces dernières qui sont le mieux connues. L'architecture défensive de ces forteresses menenou n'a rien à envier aux châteaux forts du Moyen Âge européen (hauts murs en brique, tours défensives, portes fortifiées). Les chefs de garnison portent divers titres comme shemsou en heqa « ordonnance du gouverneur » ou tepy menenou « supérieur de la forteresse ». Derrière l'enceinte se trouvent les casernements, les entrepôts, un grenier, une prison. Pour le Nouvel Empire, des forteresses égyptiennes sont aussi attestées dans le Rétjénou (Syrie-Palestine). Chaque site militaire dispose de son administration et un responsable tient un journal où sont enregistrés les mouvements de troupes tant égyptiennes qu'ennemies. Au Nouvel Empire, la fonction de sesh meshâ, « scribe de l'armée », est très courante. Il enregistre les nouvelles recrues, participe au maintien de la discipline, rédige des rapports ou procède à la distribution des rations alimentaires.

### Mercenaires étrangers

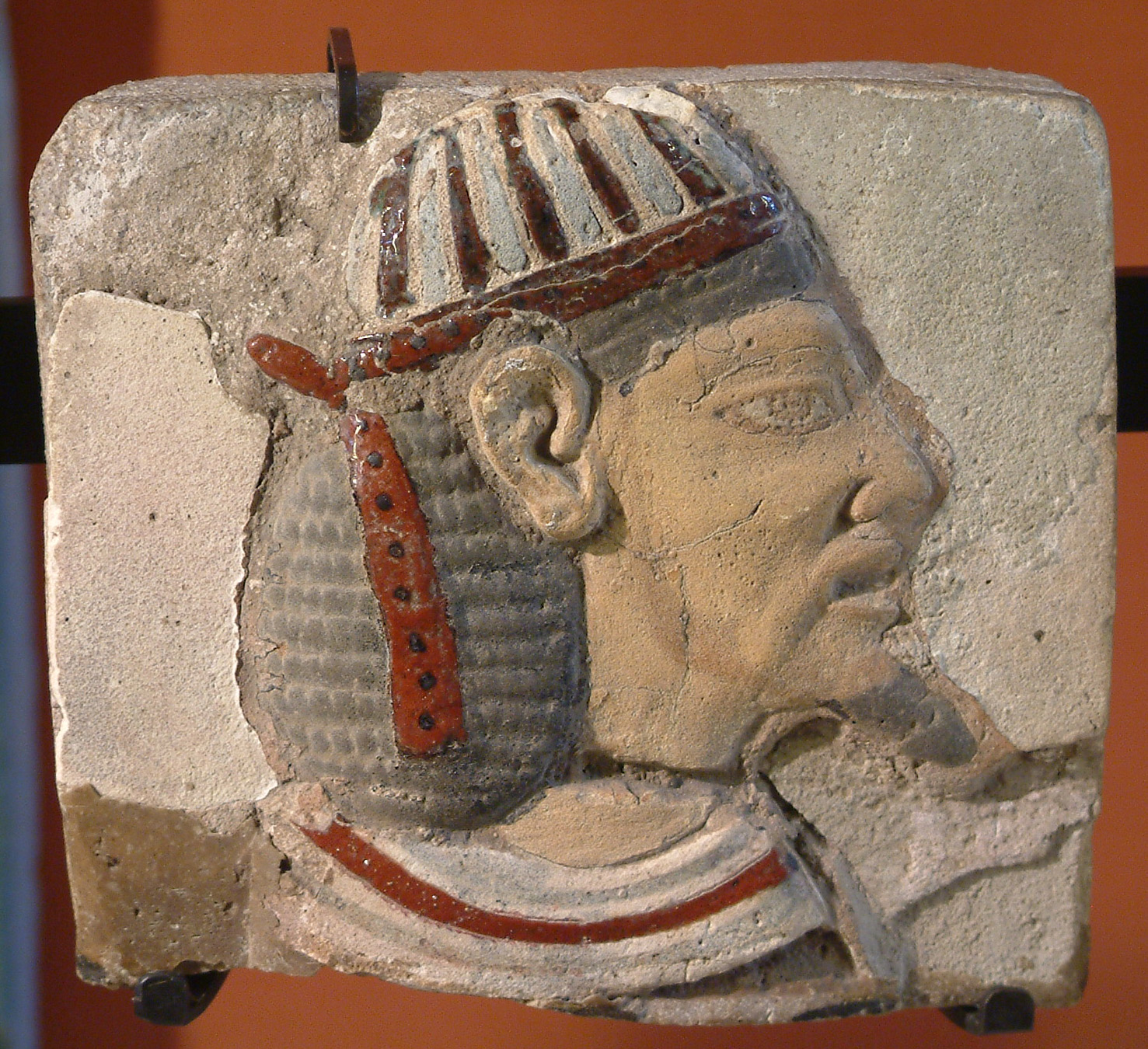
Tête d'un prisonnier sémite - - Musée du Louvre.

Tout au long de l'histoire pharaonique, l'armée égyptienne a intégré des étrangers dans ses rangs. Sous la Ve dynastie et plus encore sous la VIe dynastie, il est attesté que des Nubiens figurent dans les corps expéditionnaires. Les opérations se multipliant en Nubie, il est probable que des contingents de prisonniers ont été versés dans l'armée afin de combattre aux côtés des soldats égyptiens. Cet état de fait perdure durant la Première Période intermédiaire et durant le Moyen Empire. Au Nouvel Empire, le pays compte de plus en plus sur son potentiel militaire pour s'assurer une économie prospère. Les campagnes militaires au Proche-Orient, souvent victorieuses, entraînent un afflux massif de prisonniers. Comme le proclame Ramsès III, certains participent aux tâches serviles et agricoles, marqués au fer rouge, tandis que d'autres sont incorporés dans l'armée pharaonique : « J'ai établi leurs meilleurs soldats dans des forteresses pourtant mon nom. Aux autres, j'ai donné de nombreux chefs de troupes de tribu, après qu'ils eurent été marqués au fer rouge et transformés ainsi en esclaves, estampillés à mon nom » (Papyrus Harris I, 77, 5-6). Ces étrangers, en plus des Nubiens proviennent de multiples peuples : Libyens, Palestiniens, Syriens, Philistins, Shardanes, Méchouech, etc. Dans l'armée égyptienne, ils conservent leurs équipements et leurs vêtements traditionnels et forment des communautés vivant dans des campements spécifiques. Ces étrangers sont dotés de responsables indigènes encadrés par des officiers égyptiens, les âayou therou « responsables de troupes étrangères ». Pour des raisons de sécurité, ils rendent leurs armes aux Égyptiens qui les conservent enfermés dans des arsenaux (Papyrus Harris I, 78, 10). Après une période de divisions où des chefs militaires d'origine libyenne ont installé des pouvoirs concurrents dans le delta, l'Égypte reprend une place éminente dans le concert international durant la Basse époque (ou période de la Renaissance saïte). Sur le plan militaire, de nombreux mercenaires sont engagés ; hoplites grecs et cariens, auxiliaires juifs, armateurs phéniciens. La rémunération de ces troupes entraîne la levée de lourds impôts sur les temples. Très impopulaire, le pharaon Téos est déposé après une intrigue de palais. En -343, son successeur Nectanébo II, pour s'opposer aux Perses, aligne une armée de 100 000 hommes dont 20 000 mercenaires grecs. Malgré cette levée de troupes exceptionnelle, il se fait déborder à Péluse et le pays se trouve placé sous le joug ennemi.